# Celtes
Cet article a pour sujet la civilisation celtique antique jusqu'à la conquête romaine et la christianisation de l'Irlande. Pour plus d'informations sur les nations celtiques contemporaines, voir l'article Pays celtiques. Pour plus d'informations sur les différents peuples celtes, voir l'article Peuples celtes
- Noyau territorial Hallstatt, au VIe siècle av. J.-C.

La culture celte :
Noyau territorial Hallstatt, au
Expansion celtique maximale, en 275 av. J.-C.
Domaine lusitanien de l'Ibérie où la présence celtique est incertaine
Zones où les langues celtiques restent parlées aujourd'hui

Les Celtes constituent, durant la protohistoire européenne, un groupe de populations indo-européennes parlant des langues celtiques et présentant une certaine unité culturelle, bien que les interactions culturelles de l'Europe celtique ancienne demeurent incertaines et controversées. Par ailleurs, la connaissance du processus de diffusion territoriale des anciennes populations celtiques reste à améliorer, en particulier quant à celles des îles Britanniques et de la péninsule Ibérique,.
Le proto-celtique serait apparu en Europe centrale avec la culture des champs d'urnes de l'âge du bronze récent, à partir de 1350 av. J.-C., ou en France, vers le nord des Alpes, antérieurement à 1000 av. J.-C., selon des recherches plus récentes. Cependant, selon un consensus se dégageant depuis le XIXe siècle, les premiers peuples à adopter des caractéristiques culturelles considérées comme pleinement celtiques furent ceux de la culture de Hallstatt, en Europe centrale (1200-450 av. J.-C.) : Autriche, Suisse, grande moitié sud de l'Allemagne, Bohême, Moravie, ouest de la Hongrie, ouest de la Slovaquie, Galicie, Italie du Nord et Grand Est français. Au cours de la période de La Tène (450 av. J.-C. jusqu'à la conquête romaine), le territoire de l'Europe celtique s'est étendu par migration vers les régions suivantes : îles Britanniques (Celtes insulaires), moitié ouest de la France (Gaulois transalpins), Grand Sud-Est français (Celto-Ligures), Benelux (Belges), sud de la Plaine du Pô (Gaulois cisalpins), péninsule Ibérique (Celtibères), péninsule cimbrienne et Frise, Pannonie (Scordiques), centre de l'Anatolie (Galates de la Grande Expédition), etc.
Les premiers exemples directs incontestés d'une langue celtique sont les inscriptions lépontiques qui commencent au VIe ou VIIe siècle av. J.-C.,. Les langues celtiques continentales sont attestées par des inscriptions (sur divers supports : pierre, plomb, poterie, monnaie) et des noms propres (noms de lieux, théonymes, anthroponymes, ethnonymes) et noms communs entrés dans diverses langues, notamment dans le français. Les langues celtiques insulaires, hormis les plombs de Bath du Ier siècle, ne sont attestées qu'à partir du IVe siècle dans les inscriptions Ogham, bien qu'elles soient clairement parlées beaucoup plus tôt. La tradition littéraire celtique commence avec les vieux textes irlandais autour du VIIIe siècle. Des textes cohérents de la littérature irlandaise précoce, tels que Táin Bó Cúailnge (« Rafle des Vaches de Cooley »), survivent dans les recensions du XIIe siècle.
Au milieu du Ier millénaire, après l'expansion de l'Empire romain et les invasions des peuples germaniques, la culture celtique et les langues celtiques insulaires sont réduites à l'Irlande, l'ouest et le nord de la Grande-Bretagne (Pays de Galles, Écosse et Cornouailles), l'île de Man et la Bretagne. Entre les Ve et VIIIe siècles, les populations de langue celtique de ces régions atlantiques formaient une entité culturelle car elles avaient un héritage linguistique, religieux et artistique commun les distinguant de la culture des entités politiques environnantes. Au VIe siècle, cependant, les langues celtiques continentales s'étaient éteintes, le breton ayant été (ré)introduit par des migrations à partir des îles britanniques dès le IVe siècle.
La culture celtique insulaire des périodes médiévales et modernes s'est diversifiée en celle des Gaëls (Irlandais, Écossais et Mannois) et des Celtes brittoniques (Gallois, Corniques et Bretons). Une « identité celtique » moderne a été construite dans le cadre de la renaissance celtique romantique, en Grande-Bretagne, en Irlande, en Bretagne et dans d'autres territoires européens, tels que le Portugal et la Galice espagnole pourtant sans langue celtique parlée, ni même attestée. Aujourd'hui, l'irlandais, le gaélique écossais, le gallois et le breton sont encore parlés dans certaines parties de leurs territoires historiques, le cornique et le mannois connaissant une renaissance.

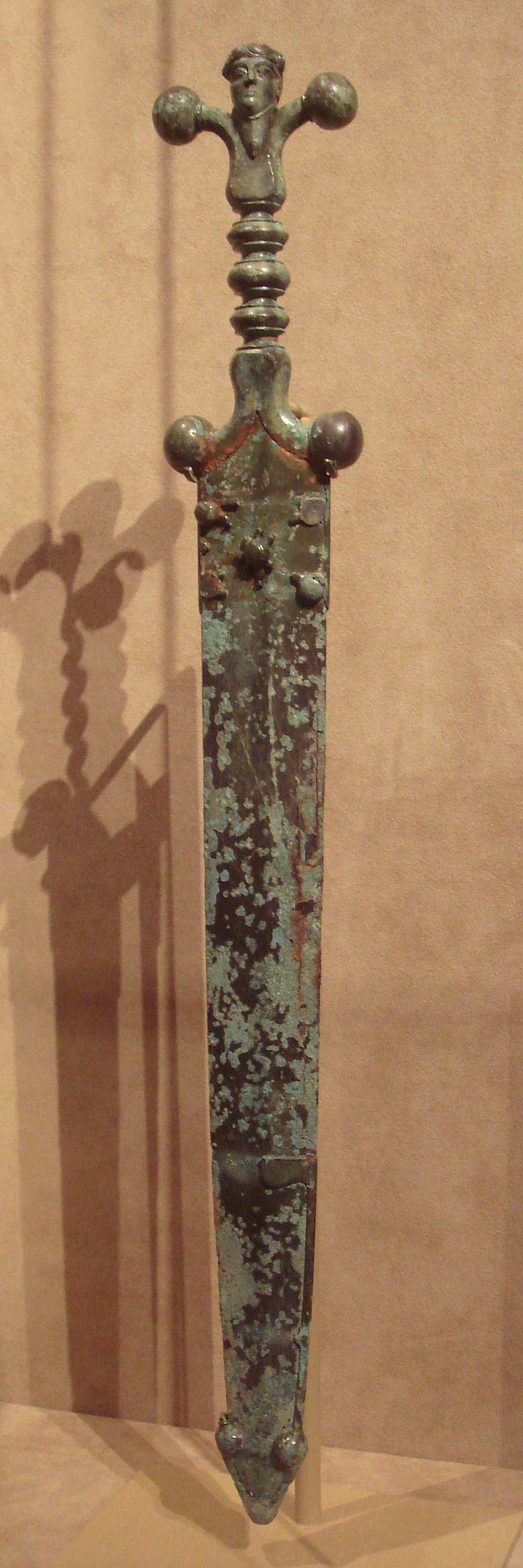
Épée celte, vers -60 (Metropolitan Museum of Art, New York).

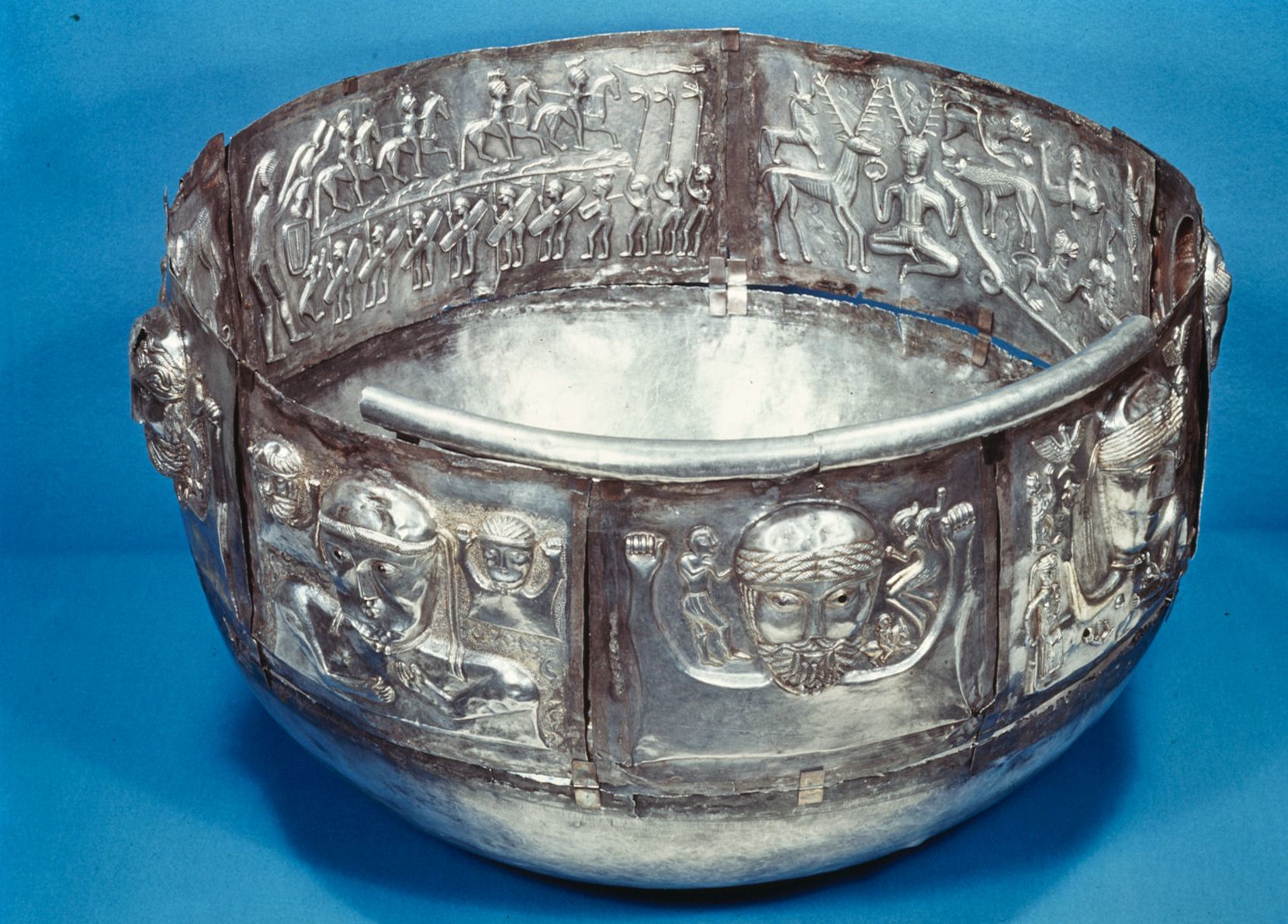
Chaudron de Gundestrup.

## Ethnonymie et langues
La première mention écrite du nom des Celtes (en grec ancien : Κελτοί / Keltoí ou Κέλται / Kéltai) pour désigner un groupe ethnique est due à Hécatée de Milet, historien et géographe grec, en 517 av. J.-C., qui parlait d'un peuple vivant près de Massilia (actuelle Marseille). Au Ve siècle av. J.-C., Hérodote se référait aux Keltoí vivant aux environs de la source du Danube, ainsi que dans l'Extrême-Ouest de l'Europe. L'étymologie du terme Keltoi n'est pas claire. Différentes racines indo-européennes pourraient en être à l'origine : *kʲel, « cacher », « dissimuler » (présent aussi dans le vieil irlandais : ceilid) ; *kʲel, « échauffer » ou « mettre en colère» ; *kel, « pousser ». Certains auteurs supposent que ce terme est d'origine celtique, tandis que d'autres le considèrent comme inventé par les Grecs. La linguiste Patrizia de Bernardo Stempel appartient à ce dernier groupe et suggère qu'il signifie « les grands ».
Au Ier siècle av. J.-C., Jules César a rapporté que les peuples connus des Romains comme Gaulois (Galli) s'appelaient Celtii dans leur langue et Gallii dans la sienne, ce qui suggère que même si le nom Keltoi a été accordé par les Grecs, il a été adopté dans une certaine mesure comme un nom collectif par les peuples de Gaule. Le géographe Strabon, écrivain sur la Gaule, vers la fin du Ier siècle av. J.-C., se réfère à la « race qui s'appelle maintenant à la fois gauloise et galate », bien qu'il utilise également le terme « Celtique » comme synonyme de « Gaule », qui est séparée de l'Ibérie par les Pyrénées. Pourtant, il rapporte des peuples celtiques en Ibérie, et utilise également les noms ethniques Celtiberi et Celtici pour les peuples là-bas, à la différence de Lusitani et Iberi. Pline l'Ancien a noté l'utilisation du terme Celtici, en Lusitanie, comme nom de famille d'aristocrates , ce que les découvertes épigraphiques ont confirmé,.
Le latin Gallus (pl. Galli) pourrait provenir à l'origine d'un nom ethnique ou de nation celtique, peut-être emprunté en latin, pendant les expansions celtiques en Italie, au début du Ve siècle av. J.-C. Sa racine peut être le proto-celtique *Galno, signifiant « puissance, force », d'où le vieil irlandais « audace, férocité », et le gallois « être en position, pouvoir ». Les noms de nation comme Gallaeci et du grec Γαλάται (Galatai, latinisé Galatae, voir la région de Galatie en Anatolie) ont très probablement la même origine, l'étymologie de Gallaeci ne fait pas l'unanimité et pourrait très bien être pré-celtique. Le suffixe -atai pourrait être une flexion grecque ancienne. Les auteurs classiques n'appliquaient pas les termes Κελτοί ou Celtae aux habitants de la Grande-Bretagne ou de l'Irlande, ce qui a conduit certains savants, par préférence, à ne pas utiliser le terme pour désigner les habitants de l'âge du fer britannique.
Celt est un mot de l'anglais moderne, d'abord attesté en 1707, dans l'écrit d'Edward Lhuyd, dont le travail, avec celui d'autres savants de la fin du XVIIe siècle, a attiré l'attention sur les langues et l'histoire des premiers habitants celtiques de Grande-Bretagne. Les formes anglaises, Gaul (d'abord attestée au XVIIe siècle) et Gaulish, sont issues du français Gaul-, pour le second dérivé à l'aide du suffixe anglais -ish. Gaule remonterait au vieux bas francique *Walha (voir Gaule), dont la racine proto-germanique est *walha-, « étranger, romain, celte », d'où le mot anglais Welsh, « gallois » (vieux anglais : wælisċ < *walhiska-, le welche sud-allemand signifiant « locuteur celtique », « locuteur français » ou « locuteur italien » dans différents contextes, et le vieux norrois valskr, pl. valir, « gaulois, français »). Le proto-germanique *walha, est, en définitive, dérivé du nom des Volcae, une tribu celtique qui a vécu primairement dans le Sud de l'Allemagne et en Europe centrale, et qui a alors émigré en Gaule. En dépit de sa ressemblance avec le terme latin Gallia, il n'y est pas apparenté (il aurait dû produire **Jaille, en français) cf. La Jaille-Yvon (Yvo de Gallia en 1052-1068), bien qu'il se réfère à la même région ancienne.
Celtique se réfère à une famille de langues et, plus généralement, signifie « des Celtes » ou « dans le style des Celtes ». Plusieurs cultures archéologiques sont considérées comme celtiques en nature, basées sur des ensembles uniques d'objets. Le lien entre le langage et l'artefact est facilité par la présence d'inscriptions. L'idée relativement moderne d'une identité culturelle celtique identifiable ou « Celticité » se concentre généralement sur les similitudes entre les langues, les œuvres d'art et les textes classiques, parfois aussi parmi les artefacts matériels, l'organisation sociale, la patrie et la mythologie celtique. Les théories antérieures ont soutenu que ces similitudes suggèrent une origine raciale commune aux divers peuples celtiques, mais des théories plus récentes soutiennent qu'elles reflètent un patrimoine culturel et linguistique commun plus qu'un patrimoine génétique. Les cultures celtes semblent avoir été très diverses, l'usage d'une langue celtique étant la principale chose qu'elles ont en commun.
Aujourd'hui, le terme celtique désigne un groupe de langues et par extension les cultures possédant cet héritage linguistique utilisé dans la poésie, la littérature et la musique depuis le Moyen Âge, à savoir : l'Irlande, l'Écosse, le pays de Galles, les Cornouailles, l'île de Man et la Bretagne, également connues sous le nom de nations celtiques. Dans quatre de ces pays, les langues celtiques sont encore vivantes et parfois même encore en tant que langues maternelles. Ces idiomes sont le gaélique irlandais, le gaélique écossais, le gallois et le breton. En outre, des passionnés et des érudits ont fait renaître deux langues éteintes : le cornique (une des langues brittoniques) et le mannois (une des langues gaéliques). Il y a aussi des tentatives de reconstruction du cambrien, une langue brittonique du nord-ouest de l'Angleterre et du sud-ouest de l'Écosse. En Europe continentale, il n'y a plus de langue celtique vernaculaire (le breton résulte essentiellement d'une réintroduction à partir des îles britanniques) depuis l'extinction du gaulois vers le Ve siècle après J.-C. Pourtant, des régions continentales se réclament d'un héritage celtique, alors que des idiomes de cette famille linguistique n'y ont été que peu ou jamais parlés. Ces zones comprennent essentiellement la péninsule Ibérique occidentale, à savoir le Portugal et le centre-nord de l'Espagne (Galice, Asturies, Cantabrie, Castille-et-León, Estrémadure). À l'exception du celtibère connu par des inscriptions en alphabet ibérique trouvées en Castille, les autres régions ne semblent posséder aucune tradition épigraphique celtique et leurs langues ne sont connues que par des mots isolés, des théonymes et des toponymes d'interprétation parfois complexe. L'identification des Celtes ou d'une culture celtique ancienne dans la péninsule Ibérique est rendue difficile par la présence d'autres langues indo-européennes, comme le lusitanien au Portugal, et de langues proto-basques, ainsi que par leur extinction sans doute précoce.
Les Celtes continentaux sont les peuples de langues celtiques continentales de l'Europe continentale et les Celtes insulaires sont les peuples de langues celtiques insulaires des îles britanniques et irlandaises et de leurs descendants. Les Bretons tiennent leur langue des Celtes insulaires, en migration, principalement du Pays de Galles et des Cornouailles, et sont donc regroupés en conséquence.

## Histoire

### Origines

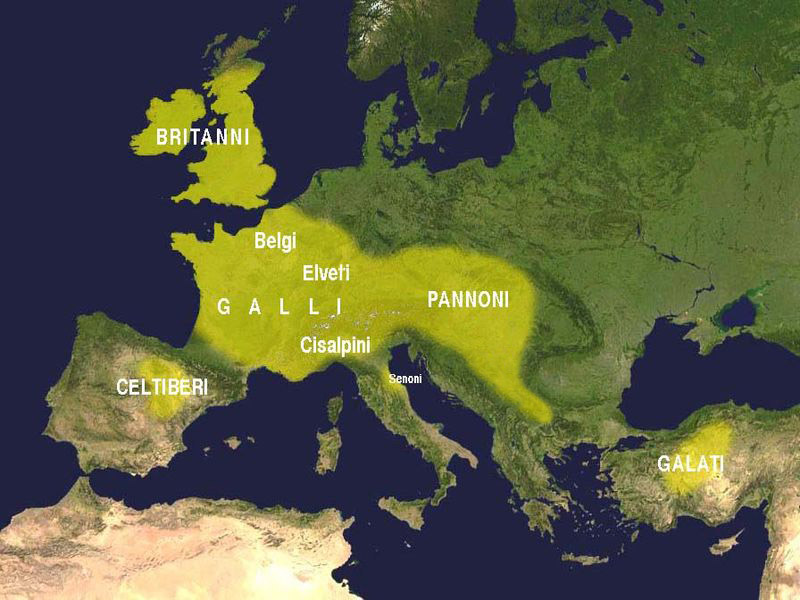
Répartition des peuples celtes au IIIe siècle av. J.-C.

La question de l'origine des peuples celtes fait l'objet de nombreuses hypothèses et s'inscrit dans le cadre de la diffusion des langues indo-européennes en Europe, cette parenté linguistique n'a jamais été remise en question,. La question de leur émergence reste délicate à cerner, en raison de la difficulté à relier avec certitude des cultures archéologiques à des groupes linguistiques. Néanmoins, plusieurs hypothèses fondées sur des données linguistiques, archéologiques et génétiques permettent de retracer les grandes étapes menant à la formation des groupes proto-celtiques.
Le consensus scientifique les fait apparaître comme tels vers 1200 avant notre ère, au début de la culture de Hallstatt, dans l'antique Norique (Autriche actuelle). Cette culture s'est étendue en Europe centrale sur un vaste territoire couvrant les pays et régions actuels suivants : Autriche, Suisse, sud de l'Allemagne, Bohême, Moravie, ouest de la Hongrie, ouest de la Slovaquie, Galicie, Italie du Nord et Grand Est français. Néanmoins, comme pour d'autres cultures protohistoriques voisines telles celles des Germains ou des Slaves, la celtisation est un processus engagé bien avant l'entrée des Celtes dans l'histoire. C'est la raison pour laquelle on a proposé de repousser beaucoup plus loin le processus de formation progressive du phénomène celtique. La culture de la céramique cordée correspondrait à l'établissement au IIIe millénaire en Europe centrale de populations à partir desquelles se formeront les Celtes protohistoriques des périodes suivantes. Ils s'imposeront dans le vaste espace de la culture campaniforme qui a été suggérée comme candidate pour une culture proto-celtique ancestrale, une culture proto-italique, ou italo-celtique.
Une proposition alternative situe l'apparition des langues celtiques non pas en Europe continentale mais dans l'Europe atlantique (péninsule Ibérique, France atlantique, Grande-Bretagne, Irlande), dès l'âge du bronze atlantique, donc à compter des derniers siècles du IIe millénaire av. J.-C.. Cependant, les travaux des linguistes s'opposent à cette interprétation, puisque les langues celtiques les plus anciennement attestées se trouvent en Europe continentale, hormis le cas du celtibère attesté sur les hauts plateaux de Castille et Aragon. La façade atlantique du continent, en mettant à part les cas particuliers de la Grande-Bretagne et de l'Irlande, possède, du moins jusqu'à la Garonne en partant du sud ibérique, un moindre héritage linguistique celtique, que ce soit dans les langues romanes actuelles ou dans les toponymes et les anthroponymes attestés. En outre, ils témoignent de langues indo-européennes différentes du celtique (maintien du p- initial indo-européen, comme le latin pater et par opposition au gaulois ater ou au vieil irlandais athir), ainsi que de langues bascoïdes pré-indo-européennes.
Si les historiens ont longtemps identifié les cultures de Hallstatt et de La Tène du Ier millénaire comme étant le berceau des langues celtiques, plusieurs études récentes mettent en doute cette hypothèse. Tant en Autriche qu'à l'est de la Hongrie (Pannonie), les toponymes celtiques semblent former un superstrat au-dessus d'une couche de toponymie plus ancienne que Peter Anreiter appelle Eastern Alpine Indo-European « indo-européen alpin de l'Est ». La densité de noms de lieux à l'allure celtique dans la région des Alpes orientales est plus faible qu'en Grande-Bretagne ou en France. La nature clairsemée et l'aspect souvent militaire de ces noms de lieux orientaux suggère, selon Patrick Sims-Williams, une colonisation relativement tardive par une élite de langue celtique.
L'hydronymie celtique est répartie dans un espace situé sur la frange alpine septentrionale le long du Danube, et s'étend jusqu'au cours supérieur et moyen du Rhin et du Rhône, y compris les affluents. La zone de départ de la culture de Hallstatt ne s'accorde pas à cette zone, même si les plus importantes trouvailles de l'Ouest Hallstatt et de La Tène précoce se trouvent dans cette zone,.
Pour Patrick Sims-Williams, une diffusion depuis l'Europe atlantique n'est guère plus probable : la péninsule Ibérique a de grandes étendues qui ne sont pas celtiques, à la fois au sud et à l'est. Son lexique est beaucoup moins varié que celui de régions comme la France et la Grande-Bretagne. Cette absence de variété suggère un manque de profondeur chronologique. La distribution des anthroponymes celtiques dans les inscriptions latines n'est pas non plus en accord avec l'idée d'une langue celtique qui se propagerait depuis l'Atlantique. Pour ces raisons, Sims-Williams, selon une hypothèse « plus économique » et plus conforme aux preuves historiques et linguistiques, estime que le celtique a probablement émergé comme un dialecte indo-européen distinct vers le IIe millénaire, quelque part en Gaule, d'où il s'est propagé dans différentes directions et à différentes vitesses au Ier millénaire, supplantant progressivement d'autres langues, y compris d'autres dialectes indo-européens.

### Cultures archéologiques attestées

#### Hallstatt 1200-450av. J.-C.

Culture de Hallstatt : 1200--450

Le Hallstatt (de 1200 à 450 av. J.-C.), qui chevauche l'âge du bronze final et le premier âge du fer, tire son nom d'un site archéologique qui se trouve à Hallstatt, dans le Salzkammergut, en Autriche.
Cette période est caractérisée par des épées de bronze et de grandes épées de fer. Les cavaliers à longue épée, ordre jusqu'alors inconnu, apparaissent sporadiquement dans les tombes, entourés de rites et accompagnés d'éléments (service à boisson, produits exotiques importés, tombe à char, or) qui préfigurent les symboles de la nouvelle classe dirigeante. L'utilisation du cheval est l'un des attributs qui distinguent les détenteurs du pouvoir. Les tombes féminines offrent de nombreuses parures, des fibules volumineuses, typiques du goût exubérant de l'époque. Les sépultures riches possèdent très souvent d'impressionnants services en bronze constitués de seaux, situles (seaux aux bords refermés), bassins et tasses.
Les Celtes établissent des citadelles sur des oppida dominant de vastes étendues. Parmi les plus importantes, une douzaine semblent jouer un rôle économique et politique, et constituent une puissante fédération de communautés organisées sur le même modèle, en Allemagne du sud (Heuneburg), en Suisse et dans l'est de la France (oppidum Saint-Marcel au Pègue, tombe de Vix).
L'essor économique repose sur un axe commercial nord-sud, faisant de l'espace transalpin un espace très dynamique en relation avec les populations de la culture de Villanova. Les différents vestiges archéologiques couvrent ces différents axes reliant la Méditerranée à la Baltique (route du commerce de l'ambre) et à la Manche. Les évolutions que connaissent les peuples celtes aux VIIIe et VIIe siècles av. J.-C. ont probablement pour origine l'extension de la colonisation grecque et phénicienne en Méditerranée et les campagnes assyriennes du second quart du VIIIe siècle av. J.-C.. Ces évolutions transforment les routes commerciales européennes, au profit des peuples occidentaux. Cette nouvelle donne engendre les mutations sociales du Ve siècle av. J.-C. et la formation de la civilisation laténienne. La fin de la culture de Hallstatt est marquée par l'abandon ou la destruction de certaines forteresses et l'arrêt des échanges avec la colonie massaliote.

#### La Tène ou second Âge de fer

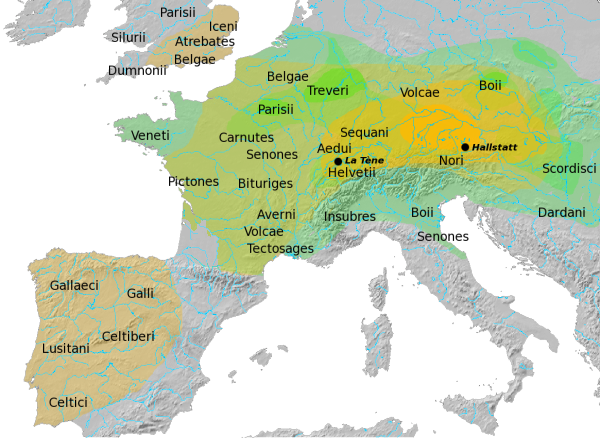
Civilisation de La Tène d'après.

La Tène ou second Âge du fer, succédant au Hallstatt, marque la fin de la protohistoire. Elle tire son nom de celui d'un site archéologique découvert en 1857 à Marin-Epagnier, sur la pointe nord-est du lac de Neuchâtel, à l'embouchure de la Thielle, dans le canton de Neuchâtel en Suisse. Elle est attestée en Europe centrale et de l'Ouest. Elle est caractérisée par un armement nouveau dont notamment une épée plus longue. Certains auteurs, comme Massimo Guidetti, contestent le rattachement de la péninsule Ibérique à cette culture. La transition d'une civilisation celtique à l'autre semble être le fruit de modifications sociales au sein des sociétés plus que d'une invasion par d'autres groupes celtes.
Conséquence d'une crise interne, de la réorganisation des circuits commerciaux ou des luttes entre Grecs et Étrusques pour le contrôle des échanges, les citadelles des Celtes du premier âge du fer, « poumons » des relations commerciales, sont abandonnées les unes après les autres vers 500 av. J.-C. au profit d'un mode de vie plus rural, dominé par une chefferie guerrière. Des régions se distinguent comme les nouveaux centres de la civilisation celtique au Ve siècle : la Rhénanie, la Bohême, la Champagne et les Ardennes. Une lente évolution se produit dans les coutumes et les productions. En Gaule, au IIe siècle avant notre ère, la civilisation des oppidums connaît une première urbanisation au mont Beuvray (Bibracte) ou à Corent en pays arverne.

Mouvements des groupes celtes de la Grande Expédition.

Au début du IVe siècle av. J.-C., d'importants groupes celtiques franchissent les Alpes, passent le Pô et occupent l'Étrurie padane. Les groupes celtes qui s'installent forment les premiers Celtes d'Italie et plusieurs raids gaulois se produisent jusqu'à la bataille de l'Allia qui mène au sac de Rome en 390 av. J.-C.. Un siècle plus tard, en -295, les territoires Sénons sont conquis par Rome. De l'autre côté de l'Adriatique, un important mouvement militaire celte forme la Grande Expédition dès 280 av. J.-C. : trois armées se dirige vers la Thrace, la Dardanie, la Péonie et la Macédoine. Après une défaite à Delphes, les groupes armés prennent des directions différentes ou forment de nouvelles communautés comme les Scordiques, le royaume de Tylis et les Galates.
Dans la partie occidentale de l'Europe, la Gaule dépeuplée au Ve siècle av. J.-C. fait l'objet d'importants mouvements migratoires celtes au début du IIIe siècle av. J.-C.. De multiples formations militaires gauloises s'implantent sur l'ensemble du territoire. Des influences et des indices laissent supposer que l'impulsion de ce mouvement de population se prolonge jusque dans les Îles Britanniques. En Gaule cisalpine, une coalition gauloise est défaite au Cap Télamon,. Lors de la deuxième guerre punique, les troupes gauloises alliées constituent une composante importante des effectifs de l'armée carthaginoise. La défaite sanglante lors de la bataille de Crémone les force à se replier et se soumettre en -197. La soumission est complète en -191. Dès lors, la Gaule cisalpine tombe sous la dépendance de la République romaine qui renforce ses mesures de romanisation.

### Fin de la civilisation celtique

#### Dissolution de la civilisation

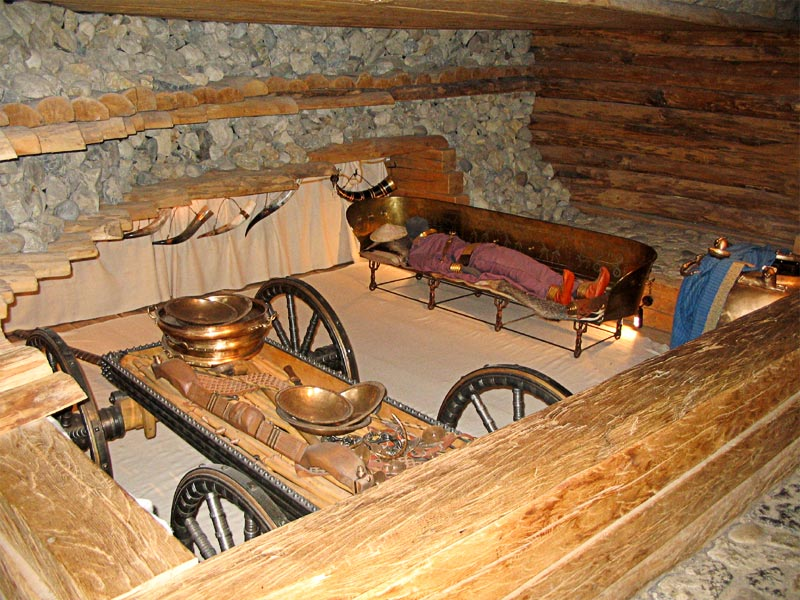
Sépulture de Hochdorf.

Au IIe siècle av. J.-C., l'apparition et le développement des oppida marquent une profonde transformation de la société celtique. L’oppidum devient le pôle religieux, politique, administratif et économique d’un territoire, autour duquel s’organise désormais la société. Cependant, au Ier siècle av. J.-C., les cités celtiques, à leur apogée, sont fragilisées par les rivalités internes et les ambitions expansionnistes de leurs aristocraties. Aux IIe et Ier siècles av. J.-C., les Celtes sont soumis sur le continent à la pression conjuguée des Germains au nord, des Romains au sud et à la poussée de l'empire dace à l'est.
À la suite d'un appel à l'aide de Marseille, menacée par les peuplades celtiques voisines, Rome annexe la Narbonnaise durant le dernier tiers du IIe siècle av. J.-C. Les invasions de bandes armées (migration des Cimbres et des Teutons en 113 av. J.-C.) et la pression démographique des Germains entraînent des migrations de peuples celtiques vers l'ouest, comme celle des Helvètes conduits par leur roi Orgétorix, et suscitent des tensions avec les peuples gaulois.
La guerre des Gaules, menée par Jules César entre 58 et 51 av. J.-C., marque la conquête progressive de la Gaule. L’objectif initial de César est de contrer la migration des Helvètes, qu’il défait en 58 av. J.-C., puis de repousser les Germains d’Arioviste. Dès l’année suivante, il entreprend une campagne contre les peuples belges, consolidant l’emprise romaine sur le nord du territoire. En 56 av. J.-C., ses lieutenants soumettent les Vénètes en Armorique et les Aquitains au sud-ouest. La dernière phase de la guerre, de 51 à 50 av. J.-C., consiste en la pacification des derniers foyers de résistance, avec le siège d’Uxellodunum comme ultime épisode militaire. Si, à l'ouest, les Celtes sont défaits par les Romains menés par Jules César, à l'est, les Celtes sont également progressivement écartés : les fouilles montrent que l'oppidum de Stradonice (Bohême) est incendié, probablement par les Germains en 9 ou 6 av. J.-C. ; les sépultures laissent à penser que se développe une civilisation germanique sur ces terres.
La fin de la période de La Tène est marquée par le début du principat d'Auguste en 29 av. J.-C. En effet, si la guerre des Gaules (entre 58 et 51 av. J.-C.) marque le basculement des peuples de Gaule interne dans l'orbite romaine, les archéologues considèrent généralement que les véritables changements culturels n'auront lieu qu'une génération plus tard à partir du règne d'Auguste et de la réorganisation administrative des Gaules. Dans les îles Britanniques, les archéologues font même descendre la civilisation laténienne au moins jusqu'en 43 apr. J.-C., date du début de la conquête de l'île.

#### Conquête romaine des Îles Britanniques

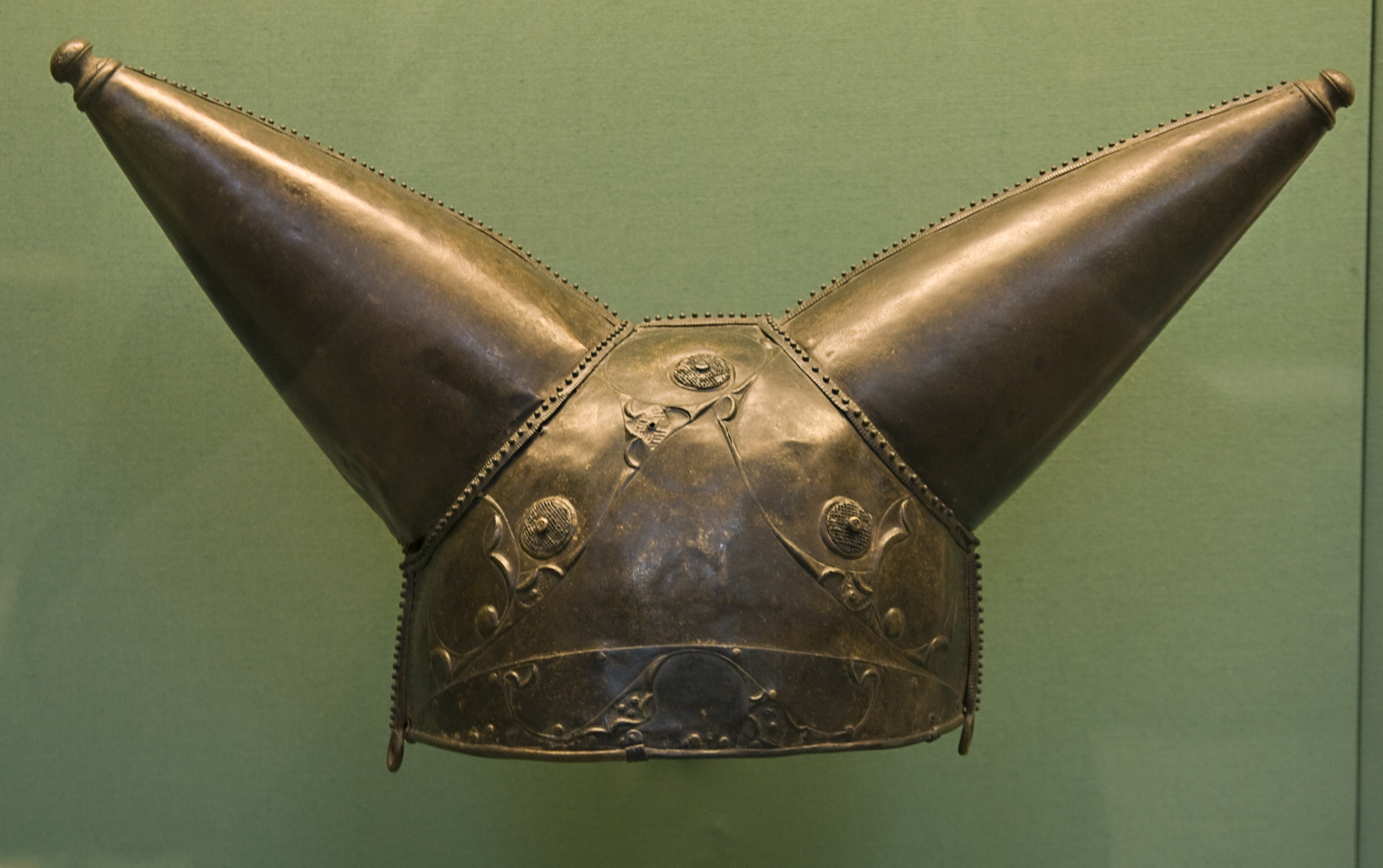
Le casque Waterloo, daté de vers 150 à -50

Après l'échec des expéditions de César, Rome entretient sous Auguste des relations diplomatiques et commerciales avec les souverains insulaires, sans intervention militaire directe. L’expédition de Claude en 43 apr. J.-C. aboutit à la conquête du sud de l’île, malgré une résistance marquée, notamment celle de Caratacos. En 61, les abus de l’administration romaine déclenchent la révolte des Icéniens, conduite par la reine Boudicca, qui ravage Camulodunum, Londinium et Verulamium avant d’être écrasée. Sous Vespasien puis Agricola (77-84), la conquête s’étend vers le nord, avec victoire sur les Calédoniens au mont Graupius. En 122, Hadrien fait ériger un mur fortifié pour contenir les Pictes.
Devant migrer dans un premier temps vers l'ouest, puis devant affronter les entreprises guerrières de Rome, les populations celtes ont été absorbées dans des ensembles politiques plus vastes et plus cohérents.

#### Christianisation progressive
Les populations bretonnes — dont une partie au moins avait conservé l'usage de la langue celtique — et irlandaises se christianisent après le IIIe siècle (le Ve pour l'Irlande) et évoluent pour donner naissance aux Irlandais, Écossais, Bretons, Gallois et Cornouaillais modernes[réf. nécessaire].
C'est en Irlande que la civilisation celtique a duré le plus longtemps, son insularité est considérée comme étant la cause principale. Les légions romaines n'ayant pas franchi la mer d'Irlande, les Gaëls n'ont pas subi cette acculturation, même si des relations avec l'Empire romain ont existé dès le Ier siècle av. J.-C.
La conversion des Gaëls et en premier lieu de leurs élites au christianisme fait entrer l'Irlande dans le Moyen Âge européen. La religion change, mais pas la classe sacerdotale : si le druidisme disparaît, les druides sont les premiers convertis et deviennent les prêtres de la nouvelle Église. L'apport des nouveaux enseignements au substrat celtique donne naissance à ce que l'on appelle le christianisme celtique.
Les conditions de l'évangélisation sont mal connues et les sources dont nous disposons sont largement hagiographiques. En 431, le pape Célestin Ier envoie un Gaulois, nommé Palladius, évangéliser les « Scots ». En 452, le Britto-Romain Maewyn Succat, connu sous le nom de saint Patrick, débarque dans l'île. Il semble que le premier ait essentiellement œuvré dans le Leinster et que le second ait évangélisé dans l'Ulster et le Connaught. Patrick est réputé pour avoir chassé les serpents de l'île et expliqué la sainte trinité par l'exemple de la feuille de trèfle. La société celtique étant de type théocratique[réf. nécessaire], la conversion n'a pu se faire que par la classe sacerdotale et Patrick aurait « démontré » aux druides que sa magie était plus puissante que la leur. Si certains traits de la tradition celtique n'ont pas totalement disparu, les Irlandais se sont trouvés confrontés à la fin du VIIIe siècle à une autre culture, celle des Vikings.

## Historiographie

### Celtomanie
La celtomanie est une mode littéraire qui s'est développée à la fin du XVIIIe siècle et au long du XIXe siècle dans certains milieux intellectuels et littéraires, notamment en Bretagne. Elle pare de toutes les vertus les Celtes de l'Antiquité. Elle aura une grande influence sur la perception des Gaulois ou des Celtes et sur les recherches historiques effectuées à la fin du XIXe siècle, d'autant plus dans un contexte nationaliste où les qualités des Celtes sont exaltées face aux envahisseurs « germaniques ». En France, l'archéologie s'empare des Celtes à partir des travaux d'Alexandre Bertrand à la fin du XIXe siècle.

### Hypothèses anciennes sur l'émergence de l'Europe celtique
Concernant l'origine de l'Europe dite celtique, deux tentatives d'explication extrêmes ont été formulées[Par qui ?], qu'aucune donnée archéologique ou historique ne permet de valider[réf. nécessaire] :
- une vague de peuplement pré-celtique ou celtique de l'Europe aurait eu lieu, se superposant à un ou plusieurs peuplements antérieurs. Il s'agit alors d'identifier quand et à partir de quel foyer ce peuplement se serait produit. Autrement, une civilisation à proprement parler « celtique » se serait lentement développée par diffusion culturelle sur un fond de peuplement préhistorique antérieur : dans ce cas, aucun bouleversement ethnique d'importance n'aurait accompagné la « naissance » des Celtes. La combinaison ou la juxtaposition partielle de ces deux explications est également possible ;
- les ancêtres des Celtes seraient à rechercher parmi les peuples préceltiques, notamment les premiers Indo-Européens à avoir remonté le Danube et peuplé la région alpine. Ces populations occupèrent durablement toute la partie occidentale de l'Europe, de l'Écosse au nord jusqu'à l'Espagne au sud, et des Balkans à l'est jusqu'à l'Irlande à l'ouest. La culture campaniforme dont l'expansion territoriale couvrait l'Europe occidentale ayant été suggérée comme « proto-celtique ».

Pour certains chercheurs, les origines de la culture archéologique celtique sont à rechercher dans celles de la culture de Lengyel ainsi que dans la culture de Baden qui l'a suivie et qui est à l'origine de la crémation en Europe ou bien subséquemment dans la Culture des champs d'urnes. Un changement culturel majeur a lieu en Europe vers 1300 av. J.-C. La métallurgie du bronze gagne en qualité et dans le même temps la crémation des défunts succède à l'inhumation sous tumulus, les cendres étant collectées dans des urnes regroupées en de vastes nécropoles. Le développement de ce rite funéraire est constaté dans toute l'Europe et surtout en Écosse[réf. nécessaire].

### Évolution des recherches récentes

#### Historique des recherches contemporaines

##### Paradigme celte
Les récentes recherches scientifiques concernant l'Europe dite celtique sont interdisciplinaires : archéologie comparée (intégrant notamment l'archéométrie), méthodologie historique (dont l'analyse critique de « l'historiographie celtique »), mythologie comparée (notamment dans le cadre de la « mythologie celtique »), linguistique comparée, onomastique (commune à ces deux dernières disciplines), génétique des populations (intégrant notamment la paléogénétique). Quelques archéologues, tels Barry Cunliffe, sur la base de modélisations des données ressortant de ces recherches, questionnent préalablement le « concept de Celtes ». Concomitamment au débat sur un « diffusionnisme indo-européen », d'autres archéologues tels John Collis contestent le paradigme de « celtitude » et a fortiori le postulat d'un groupe ethnique celte,,.

##### Controverses scientifiques
Comme le résume le spécialiste des sociétés protohistoriques Stéphane Verger, il existe deux manières extrêmes d'aborder le début de l'ère celtique[réf. nécessaire] : 

« La première, positiviste, consiste à remonter dans le temps au-delà du second âge du fer, voire jusqu'au début des âges de Métaux, dans les régions censées avoir été occupées anciennement par des « populations celtiques » pour déterminer, d'après les données archéologiques, à partir de quel moment et dans quelle zone de l'Europe les caractéristiques culturelles que l'on attribue traditionnellement aux Celtes peuvent être mises en évidence. La seconde, hypercritique, est celle qui consiste à considérer que la notion de Celtes est une construction moderne. »

Selon cette thèse, les Celtes n'auraient pas existé avant leur conceptualisation au XVIIe siècle.
L'historien Jean-Louis Brunaux, spécialiste des Gaulois, est assez proche de cette deuxième vision. Il doute de la réalité d'une civilisation celte. À ses yeux, l'idée d'une langue celtique est un postulat non démontré. Les ressemblances entre breton, gaélique, gallois… s'expliqueraient davantage par les contacts et les influences entre des peuples voisins que par l'existence d'une langue mère. Brunaux s'accorde avec l'idée émise par Tolkien : « Les Celtes […] sont un sac magique dans lequel on peut mettre ce que l'on veut et d'où on peut sortir à peu près n'importe quoi », ce, d'autant plus facilement qu'ils n'ont presque pas laissé d'écrits.
Plus qu'un peuple ou une civilisation, il considère les Celtes à l'origine comme une confédération de tribus vivant autour du Massif central dans le but de commercer avec les Phéniciens puis les Grecs. De commerciale, cette association aurait pris un caractère diplomatique puis politique. Les Celtes se seraient étendus à travers l'Europe, à partir non pas de l'Europe centrale mais du centre sud de la Gaule, sous forme de colonisation et non de migrations. Cette interprétation se situe à l'opposé des travaux de la plupart des spécialistes du monde celtique, qui, comme Venceslas Kruta, soulignent au contraire l'existence d'une civilisation spécifique, immédiatement identifiable par sa langue, les vestiges matériels qu'elle a laissés, les croyances et les mythes que les spécialistes de la mythologie comparée ont pu reconstituer.

#### État des recherches les plus récentes

##### Méthodologie comparative
Outre les controverses précédentes, les conjectures résultant des études sérieuses les plus récentes infirment ou confirment les diverses théories jusqu'alors avancées par les celtologues et comparatistes concernant l'émergence d'une entité culturelle celtique (se manifestant notamment par une organisation politique et sociale, un système religieux, une expression artistique, une conception architecturale et une tradition guerrière), d'une communauté linguistique celtique et d'une éventuelle communauté celte « génétiquement homogène » (relations en particulier avec l'haplogroupe R1b-L21+[R-L21+],).
C'est ainsi que sont revisités les relations spatio-temporelles de ces problématiques, leur processus de diffusion ainsi que leur association avec un certain nombre de groupes de populations,et cultures archéologiques protohistoriques : culture campaniforme, culture de la céramique cordée, culture d'Unétice, culture de Polada, culture de Bonnanaro, culture du Wessex, culture d'Hilversum, culture des tumulus, bloc du Nord-Ouest, âge du bronze atlantique, culture des champs d'urnes, culture de Deverel-Rimbury (en), culture de Villanova, culture de Hallstatt, culture de Golasecca, culture des castros, La Tène, culture d'Arras (en), ivilisation des oppida…

##### Génétique
Selon des études génétiques récentes, les populations celtiques seraient caractérisées par différents sous-groupes de l'haplogroupe du chromosome Y R1b-M269, introduit en Europe par les migrations indo-européennes il y a environ 5 000 ans. L'haplogroupe R1b-M269, représentant 60 % des lignées masculines en France, pourrait être associé aux Indo-Européens s'étant diffusés en Europe au début de l'âge du bronze et qui auraient remplacé une grande partie de la population néolithique masculine existante,.
Des études complémentaires affinées portent sur les haplogroupes R-P312-3/R-U152 et R-P312-4/R-L21. Ces études permettent de mieux comprendre les relations spatio-temporelles, les processus de diffusion ainsi que les associations avec un certain nombre de groupes de populations voisines,,.

## Répartition géographique et peuples celtes

### Répartition géographique

#### Régions rhénanes et monde germanique

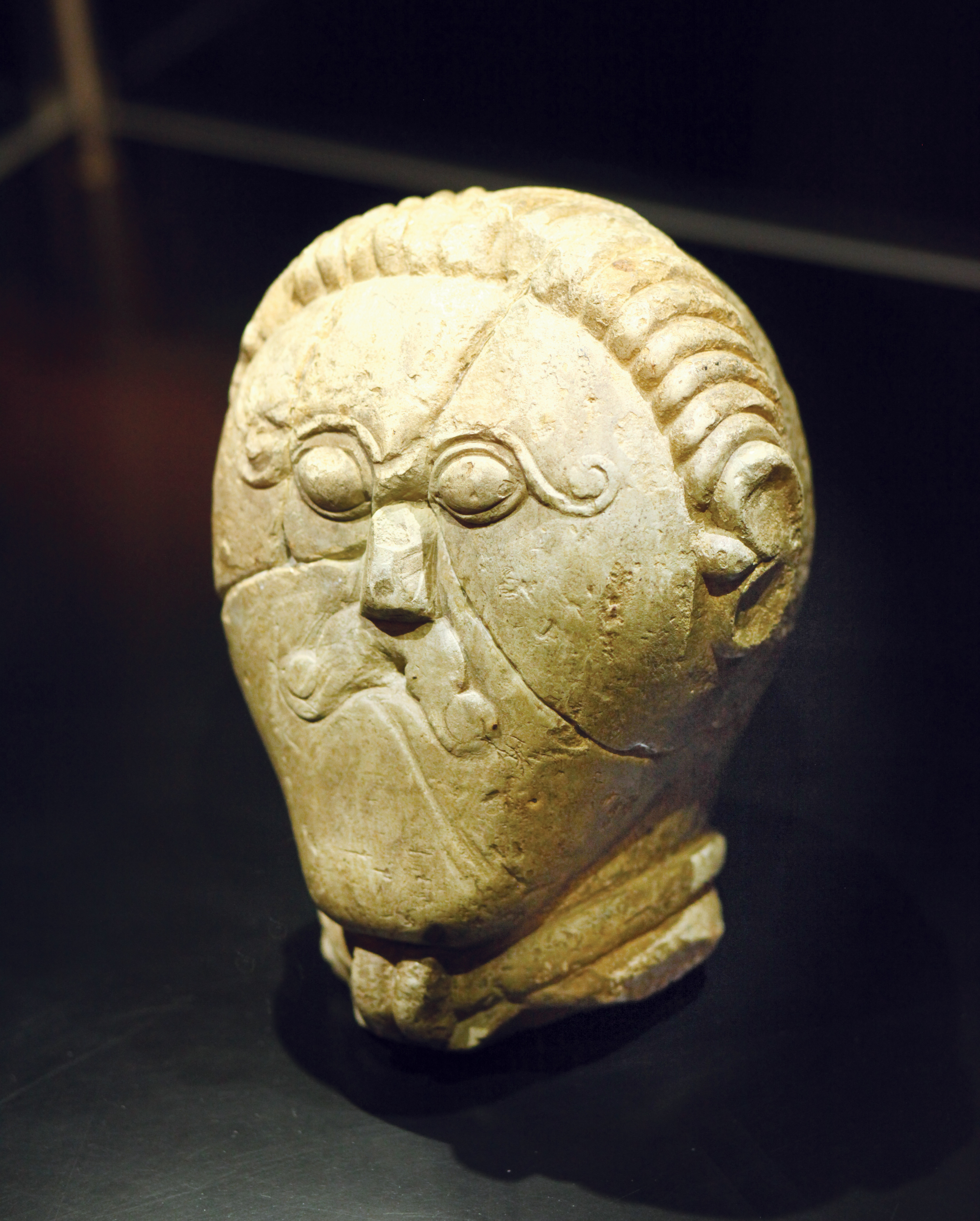
(Héros celtique de Bohême).

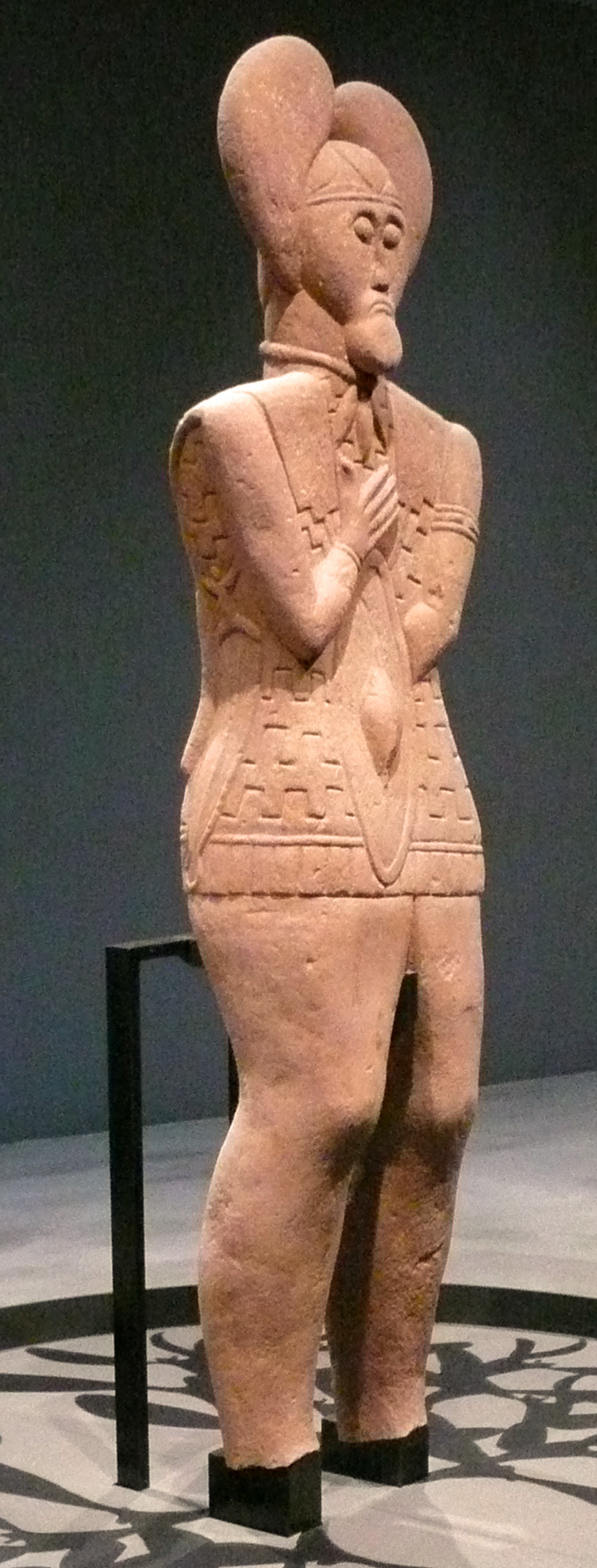
Prince ou druide celtique de Glauberg.

Le contact entre les mondes celtique et germanique reste difficile à mettre en valeur. La première énigme apparaît lors de la guerre des Cimbres : ce peuple semble avoir migré du nord de l'Europe (plus précisément du Jutland) au IIe siècle av. J.-C., puis avoir été défait à la bataille d'Aix. Bien que généralement considéré comme germanique en raison de sa région d'origine, des incertitudes sur sa langue ou sa culture ont pu apparaître, notamment du fait de nombreux anthroponymes celtiques parmi ses chefs. Les Teutons n'apparaissent dans les textes que lors de la bataille de Noreia (sud de l'Autriche). La jonction entre les deux groupes aurait eu lieu en Allemagne centrale près du Main, région celtique avant sa germanisation au milieu du premier millénaire avant notre ère. Il est donc possible que ces migrations aient pu donner lieu à des confédérations de tribus mêlant Celtes et Germains, d'où l'incertitude.
C'est Jules César qui définit précisément quelques décennies plus tard, par le Rhin, la limite entre Celtes et Germains. Le but politique paraît établi, d'une part, par le caractère trop simple de cette limite, et, d'autre part, par le fait que Celtes et Germains ont pu coexister au-delà ou en deçà de cette limite. Serge Lewuillon qualifie cette limite d'aberration, dans un contexte où Celtes et Germains ont pu se côtoyer et échanger culture et coutumes. Selon Lucien Bély, les Celtes étaient présents au-delà du Rhin. Le cas des Belges illustre bien le problème dans la mesure où personne ne peut aujourd'hui affirmer à quel groupe culturel se rattachaient les peuples de la région. César entretient lui-même l'incertitude en ne classant la région ni dans la « Celtique », ni dans la « Germanie ». Les études toponymiques, linguistiques ou anthroponymiques n'ont jamais pu éclaircir la question. Les différents auteurs sont partagés entre l'option celtique (Jean Loicq), l'option germanique avec aristocratie celtique (Ugo Janssens), et d'autres encore penchent vers une théorie plus récente dénommée bloc du Nord-Ouest, défendue notamment par Rolf Hachmann, Georg Kossack (de) ou Hans Kuhn, et où le nord-ouest de l'Europe continentale aurait connu une culture distincte des Celtes et des Germains. Au demeurant, l'étymologie même de Germain proviendrait (sans certitude) d'une tribu belge de langue celtique, de gair signifiant « voisin », et maon signifiant « peuple » (Conrad Gessner), hypothèse qui est réfutée par le Chambers Dictionary of Etymology (voir Nom des Germains).

#### Europe de l'Ouest (France et Belgique)
La Gaule, ou Gallia, est le nom romain de la région située entre le Rhin et les Pyrénées. Vers 400 av. J.-C. environ, tous les Gaulois appartiennent à la culture de La Tène. Les Romains s'emparent du sud du pays au cours du IIe siècle, et les contacts avec la Méditerranée « romanisent » en partie les Gaulois, avant que Jules César conquiert le pays tout entier dans les années 50 av. J.-C.
Pierre Gastal, spécialiste de la civilisation gauloise, s'intéresse au tempérament des Celtes et commente Strabon : « À l'évidence, la nature celtique persistera longtemps dans notre tempérament français. Notre passion des grandes causes et des grands principes, que les Anglo-Saxons qualifient d'arrogance, la promptitude à s'enflammer aussi vite qu'à se décourager, la présomption et l'évasion devant les difficultés, la propension aux disputes et aux divisions stériles. Mais cette surprenante capacité de se ressaisir, de se rassembler quand la situation semble désespérée et que la survie est en jeu… Tout cela, les auteurs anciens en ont témoigné en leur temps, notamment Strabon qui rapporte le sens exacerbé de la justice et de la contestation des Gaulois : « Ils s'indignent toujours des injustices dont — à leur idée — leurs proches sont victimes » (IV, 4, 2). Dans notre histoire nationale, le Français du XXIe siècle retrouve sans mal maints exemples de ces traits de caractère jusqu'à l'époque contemporaine. »

#### Bretons

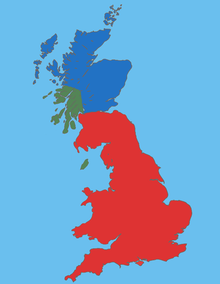
La Grande-Bretagne et les îles voisines au Ve siècle, avant les invasions des Anglo-Saxons.
Territoires principalement de langues celtes brittoniques
Territoires principalement de langue picte
Territoires principalement de langue celte gaélique

Le terme « Bretons » (en latin : Britanni) désigne d'abord les habitants de l'île de Bretagne, ou Bretagne insulaire (en latin : Britannia), ou plus exactement ceux de la partie de l'île limitée au nord par les fleuves Clyde et Forth (en Écosse aujourd'hui).
Ces Celtes ont habité la Grande-Bretagne depuis au moins l'âge du fer britannique et leur culture et leur langue se sont différenciées en gallois, cornouaillais et breton modernes (entre autres).
L'opinion traditionnelle selon laquelle les Britanniques celtes ont migré initialement du continent, principalement depuis l'autre côté de la Manche, avec leurs langues, leur culture et leurs gènes à l'âge du fer a été remise en cause au cours des dernières décennies par l'affirmation de plusieurs chercheurs selon laquelle les langues celtiques s'étaient plutôt répandues vers le nord le long de la côte atlantique pendant l'âge du bronze, et par les résultats d'études génétiques qui montrent une grande continuité entre l'âge du fer et les populations britanniques plus anciennes,, ce qui suggère que la diffusion trans-culturelle a également été très importante dans l'introduction des langues celtiques en Grande-Bretagne.
À l'ouest des langues britonniques se trouvent les langues gaéliques, autre rameau des langues celtiques insulaires, qui comprend :
- l'irlandais ;
- le gaélique écossais (à ne pas confondre avec le scots, langue germanique) ;
- le mannois, ou manxois, langue de l'île de Man.

Le qualificatif gaélique désigne communément l'ensemble de ces langues. Leur forme la plus anciennement documentée est le vieil irlandais, qui était la langue des Gaels ou Gaëls, qu'on appelle parfois aussi les Scotii. L'adjectif gaélique, qui se rapporte à leurs langues, se distingue de l'adjectif gael, qui se rapporte à leur culture.

#### Péninsule Ibérique
Les peuples celtes de la péninsule Ibérique, concernant lesquels l'héritage archéologique est modeste et les langues vernaculaires celtiques sont faiblement attestées, font l'objet d'interrogations. Si ces interrogations touchent l'Europe du Sud en général, elles visent particulièrement la péninsule Ibérique. Bien qu'il soit établi que des populations celtiques se sont fixées dans ce qui est aujourd'hui l'Espagne et le Portugal, leur impact sur les cultures préexistantes reste sujet à caution sur le plan archéologique ou historique. Plusieurs inscriptions en langue celtique utilisant l'alphabet ibérique, c'est-à-dire celtibérique, ont pu être mises au jour en Castille, mais aucune ailleurs. Sur le plan archéologique, de nombreux auteurs et chercheurs ont encore des doutes aujourd'hui sur le lien réel entre les cultures celtiques attestées d'Europe centrale et les éléments archéologiques trouvés en Espagne. Graves-Brown et al. utilisent le terme de « mythologisation » concernant la problématique celtique dans le Nord de l'Espagne. La culture des castros du Nord-Ouest de l'Espagne n'est pas formellement reconnue comme étant rattachée aux oppida celtiques d'Europe centrale et de Grande-Bretagne. La répartition des chars celtiques se concentre en Europe centrale et de l'Ouest, alors que le matériel archéologique est très rare ou absent en péninsule Ibérique ou en Italie.
La même problématique existe sur le plan toponymique ou historique. La toponymie celtique tend à se raréfier dans le sud-ouest de la France, région où étaient établis les Aquitains, peuple de culture pré-indo-européenne, aussi appelés les Proto-Basques. Se basant sur le faible nombre de toponymes celtes dans le nord de l'Espagne, Hector Iglesias conclut que les Celtes ont probablement formé dans cette région des groupes épars ou aristocratiques, mais jamais majoritaires. De nombreux noms de lieux galiciens sont à rapprocher de la toponymie basque et pyrénéenne, notamment l'étymologie même de « Galice », et l'on ne dénombre pas davantage de toponymes celtiques dans ces régions qu'en Aragon ou en Castille, où l'on a retrouvé par ailleurs des inscriptions en langue celtique écrites en alphabet ibérique. Si des éléments toponymiques celtiques sont indubitablement attestés (par exemple -briga) dans une grande partie de l'Espagne, hormis dans la partie est de peuplement ibère, on y relève curieusement, par exemple, la faible occurrence du suffixe *-āko- (latinisé en -acum, -acus dans les textes), pourtant répandu dans les zones de peuplement ou d'ancien peuplement celtique. Cela pourrait indiquer une disparition précoce des langues celtiques, ce suffixe ayant eu une fonction toponymique tardive. La rareté de ce suffixe en Espagne est comparable à sa rareté dans le Sud de l'Aquitaine en dessous de la Garonne jusqu'aux Pyrénées et dans l'est de la Provence, qui suggère quant à elle la présence d'un fort substrat non celtique ou une disparition précoce du gaulois. Le cas de l'appellatif -briga en Espagne et au Portugal est encore discuté, mais bon nombre de toponymes l'incluant sont composés avec un premier élément inexplicable par le celtique (par exemple Coimbra). En outre, beaucoup d'entre eux sont composés avec un nom d'empereur ou de général romain, tels que Julióbriga, Augustóbriga, etc. alors que des dédicaces analogues sont composées avec différents éléments celtiques en Gaule, tels que -durum (Augustodurum), -dunum (Augustodunum), -magus (Caesaromagus), -nemetum (Augustonemetum), -ritum (Augustoritum), -bona (Juliobona), etc.,  appellatifs qui ne sont pas utilisés dans les dédicaces aux empereurs et généraux dans le Nord-Ouest hispanique. L'utilisation exclusive de -briga dans ce cas et dans l'autre laisse penser qu'il s'agit là d'un emprunt au celtique et non pas d'un terme autochtone.
À propos de la culture celtique dans la péninsule Ibérique, des auteurs comme Friedrich Wilhelm Putzger, Angus Konstam ou Francisco Villar ont exclu ou continuent à exclure ces régions du monde celtique.
Le concept même de « Celtibère » est sujet à caution : ainsi, Dominique Garcia, faisant une analyse grammaticale des anciens textes romains et grecs, conclut que l'expression « Celto-Ligures », utilisée par les mêmes auteurs qui emploient le terme de « Celtibères », désignait dans les faits des peuples Ligures ; cependant, la langue des Celtibères, connue grâce à de très nombreuses inscriptions en alphabet ibère et en alphabet latin, est clairement identifiée comme celtique par les linguistes.
Ce sont surtout les régions se réclamant d'un héritage celtique comme la Galice ou les Asturies pour lesquelles Beatriz Díaz Santana ou Hector Iglesias expriment de sérieux doutes sur l'impact des Celtes. L'apparition au XIXe siècle du galléguisme n'est peut-être pas entièrement étrangère à l'éveil d'une conscience celtique de circonstance auquel Graves-Brown et al. font référence.

#### Italie
Des sources antiques évoquent les Celtes d'Italie, bien que leur appartenance linguistique ne soit pas connue. En outre, les liens entre l'archéologie et les cultures correspondantes ne sont pas clairement établis : pour Venceslas Kruta, faire un lien entre la présence d'un matériel archéologique et une culture relève de la « spéculation ». Pierre-Yves Milcent a une opinion similaire.
Si l'on sait que Brescia a été fondée par les Celtes cénomans et Ferrare par les Lingons, ces interrogations peuvent persister pour le reste de l'Italie, où il apparaît que les grandes villes du nord du pays ont été fondées pour la plupart par les Étrusques ou les Romains. Bologne, Mantoue ou Vérone sont notamment des fondations étrusques,. Concernant Milan, plusieurs sources assimilent le site de Melpum, un site étrusque, avec le site actuel de la ville de Milan, notamment Jean Gagé, Barthold Georg Niebuhr, Jean-Jacques Prado, l'Grande Encyclopédie Larousse et Marcel Le Glay et al.. De même, la ville de Melzo étant réputée pour être l'ancien site étrusque de Melpum, Sergio Villa[Qui ?] conteste ce fait sur des bases linguistiques.

### Peuples celtes (selon les sources classiques)
- Gaulois (peuples)
- Belges
- Liste des peuples celtes
- Liste des peuples de la Gaule belgique
- Liste des peuples gaulois et aquitains
- Liste des peuples celtes de Grande-Bretagne
- Liste des peuples celtes d'Irlande
- Liste des peuples celtes de Suisse
- Liste des peuples celtes d'Italie
- Liste des peuples celtes de la péninsule Ibérique

## Société

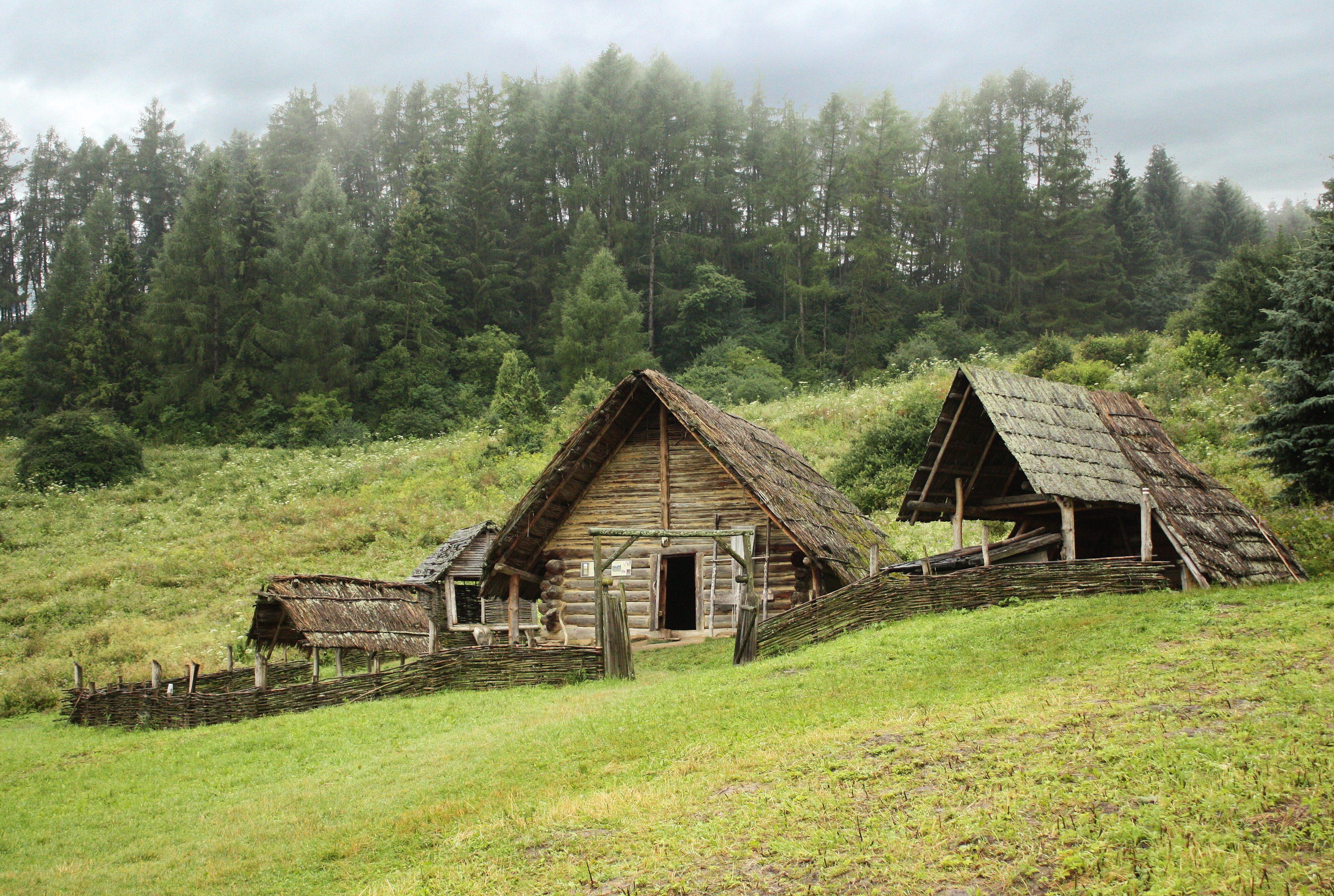
Reconstruction d'un établissement tardif de La Tène à Havranok, au nord de la Slovaquie.

### Habitats
Les toits sont faits en chaume, c'est-à-dire de la paille de céréales ou des roseaux séchés, attachés par gerbes et permettant à l'eau de pluie de s'écouler sur les côtés. Sur le sommet du toit, on met du torchis, donc un mélange de terre, souvent planté d'herbe, pour terminer la jonction entre les deux côtés du toit. Les maisons sont soutenues par des poutres en bois et entre elles du torchis. Les maisons n'ont souvent qu'une pièce où vit toute la famille, voire plusieurs familles dans les grandes maisons. Les maisons sont regroupées dans un village, parfois entouré de palissades, de protections naturelles si le site le permet ou de murs. Quand le site forme une vraie fortification, on l'appelle un oppidum. Comme ces maisons ne sont pas conçues pour durer des siècles, on n'en retrouve pratiquement rien aujourd'hui.[réf. nécessaire]
Les familles celtes ont des extensions à leurs maisons, comme le grenier à céréales sur pilotis pour protéger les céréales des rongeurs, mais aussi un enclos agricole et des champs.
À l'intérieur de la maison, on peut retrouver un foyer pour se chauffer, un lit collectif pour ne pas mourir de froid durant la nuit, parfois un métier à tisser et plusieurs objets d'art.

### Art de la guerre

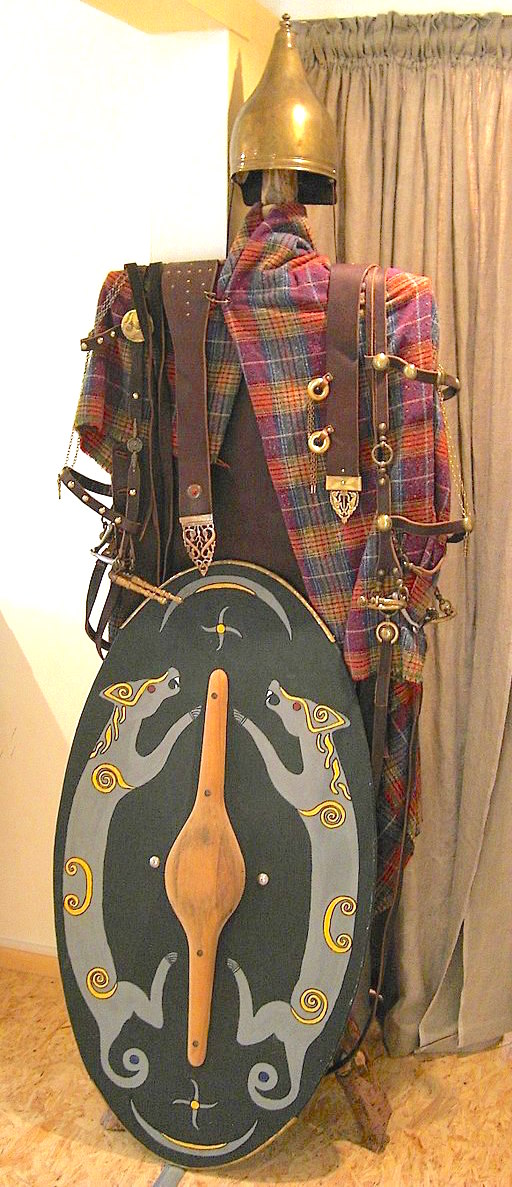
Reconstruction de la tenue et de l'équipement d'un guerrier celte de l'âge du fer, Biebertal, en Allemagne.

Les guerriers utilisent des armes plutôt modernes pour leur époque. Ils sont les inventeurs de la cotte de mailles et font d'excellents cavaliers. Les Celtes développent une tactique de charge frontale en hurlant en essayant d'effrayer au maximum l'adversaire. La guerrière celte existe aussi bien dans la mythologie (exemple : Medb) que dans l'histoire (Boadicée).

### Politique et structure sociale
Les sociétés celtes sont régies par des classes : clergé, noblesse, peuple. Le « clergé » est composé de prêtres à fonction spirituelle et érudite, nommés druides, et la noblesse est composée des guerriers les plus riches et les plus braves, dirigeaient le peuple.
Les Celtes ont connu l'institution royale. Le nom du roi issu de l'indo-européen *rēg- dénote la « rectitude ». Le roi est d'abord l'énonciateur du droit. Il est un pacificateur qui protège ses sujets, comme l'indique le théonyme Toutiorix. Il est garant du succès militaire et, pour cette raison, sa présence est indispensable dans la bataille. Il est enfin celui qui assure la fertilité des terres et du bétail.
Aussi sa position est-elle risquée. Le roi qui manque à ses obligations est « souvent victime d'une mort tragique proche dans certains récits du sacrifice ou de la devotio. »

### Commerce

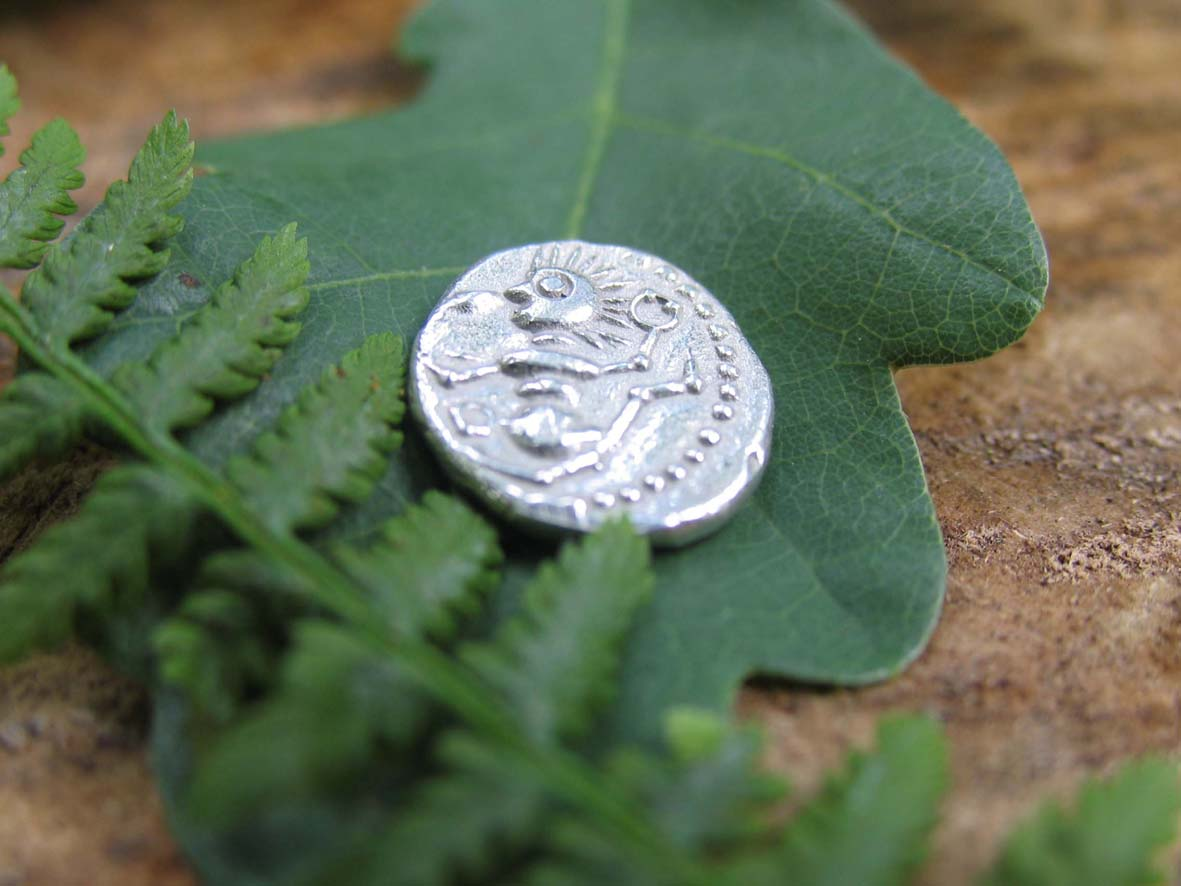
Pièce celte en argent de Dünsberg (Hesse), nommée « le petit homme dansant ». Réplique.

Les sépultures prouvent l'étendue du commerce des Celtes avec tous les peuples de l'ancienne Europe. Sont exportés fer, étain, sel, bois, lin, laine, des armes, des outils, des textiles et des chaussures. Les importations sont principalement le verre, le vin et d'autres produits de luxe de la région méditerranéenne et du Moyen-Orient.
Les peuples celtes sur le continent ont repris le système monétaire des Grecs et des Romains et, dès la fin du IIIe siècle av. J.-C., ont frappé leurs propres pièces en or. Les premières pièces en or sont initialement utilisées probablement seulement comme objets de valeur. Au plus tard au début du Ier siècle av. J.-C., l'Ouest gaulois au moins adopte un système de monnaie avec trois métaux. Outre des pièces d'or et d'argent, des pièces de potin sont frappées. Les pièces d'argent semblent être utilisées pour les échanges inter-régionaux, tandis que les pièces de potin sont utilisées comme menue monnaie pour le commerce local et régional.

### Agriculture
L'économie des Celtes repose sur l'agriculture et l'élevage. L'activité agricole celte parvient à assurer des surplus suffisants pour soutenir le développement de l'artisanat et l'implantation d'un réseau urbain étendu. Les habitats ruraux regroupent un nombre limité de familles exploitant des territoires de plusieurs dizaines de kilomètres carrés comportant des zones cultivées, des pâturages et des bois. 
Dans des petits champs clos sont cultivées des céréales (amidonnier, épeautre, orge, millet) et des légumineuses (pois, lentilles). Parmi les légumes, la carotte, le navet, le radis, le céleri, l'oignon et le chou sont consommés. Des plantes sauvages intègrent également l'alimentation comme le chénopode, le pissenlit et l'ortie. Les pommiers et poiriers sont également cultivés et améliorés par la taille ou la greffe. La vigne est cultivée depuis le IIe millénaire av. J.-C. afin de le transformer en boisson fermentée, sorte de vin léger. On cultive également le lin et le chanvre pour la fabrication de tissus et de cordes. L'agriculture celte différait donc peu des campagnes européennes d'avant le XVIIIe siècle, que ce soit dans les espèces cultivées que dans les outils employés.
L'animal domestique principal est le bovin, qui, en plus de fournir de la viande, du lait (fromage) et du cuir, est indispensable pour le travail des champs. Les moutons (laine) et les porcs sont également élevés. À ces animaux s'ajoutent de petits animaux de basse-cour comme les poules, les oies et les canards. Les chiens sont utilisés en tant que chiens de troupeau comme pour la chasse. Les chevaux sont un symbole du statut social et sont importants pour les campagnes militaires. Ils sont probablement élevés de manière intensive par certaines tribus.

### Alimentation
L’alimentation des Celtes repose sur les ressources de l’Europe tempérée, issues de l’agriculture céréalière sédentaire et complétées par le développement de l’élevage spécialisé. Elle associe des produits végétaux, principalement des céréales et des légumineuses, et des produits animaux, tels que la viande et les produits laitiers. La fabrication du beurre et du fromage est maîtrisée depuis au moins le IIe millénaire av. J.-C., bien que leur part exacte dans le régime alimentaire soit difficile à établir.
Les céréales, stockées dans des greniers, sont moulues à la main, à partir du Ve siècle av. J.-C. au moyen de meules rotatives, pour produire la farine destinée à la consommation domestique. Celle-ci sert à préparer bouillies, galettes ou pains au levain. La consommation de viande, principalement bovine et porcine, est moins régulière, l’abattage ayant lieu à certaines périodes. La viande bovine est bouillie, rôtie ou grillée, tandis que celle de porc fait l’objet de techniques de conservation donnant salaisons, jambons, lard et peut-être déjà des saucisses. Les produits issus de la salaison celte sont prisés et exportés. Des quartiers de porc conservés sont déposés dans certaines sépultures, notamment dans les régions danubiennes, avec des outils de découpe. La chasse occupe une place marginale, et l’élevage de volailles fournit viande et œufs. Des découvertes archéologiques (restes de repas) à Hallstatt, on peut déduire que les Celtes mangeaient un plat encore courant en Autriche, le Ritschert (de), ragoût d'orge et de fèves avec accompagnement de porc fumé[réf. nécessaire]. 
Les Celtes produisent diverses boissons fermentées, telles que la cervoise, l’hydromel et peut-être un vin léger, consommées surtout lors des festins collectifs liés aux grandes fêtes ou à des événements particuliers. Le vin importé, rare et coûteux, reste réservé à l’aristocratie, qui en fait un élément central de ses banquets. Du fait que le mot latin pour la bière (cervisia) est un mot d'emprunt celtique, on a supposé que les Celtes maîtrisaient la fabrication de la bière. Les auteurs romains décrivent, cependant, la boisson avec un fort dégoût. À Hochdorf et Glauberg, de l'hydromel a été détecté dans les trouvailles de pollen sur les sites archéologiques.
Contrairement aux pratiques méditerranéennes, l’huile d’olive est absente du régime celtique ; les matières grasses utilisées pour la cuisine proviennent exclusivement d’animaux, principalement beurre et saindoux.

## Culture

### Art, artisanat et techniques

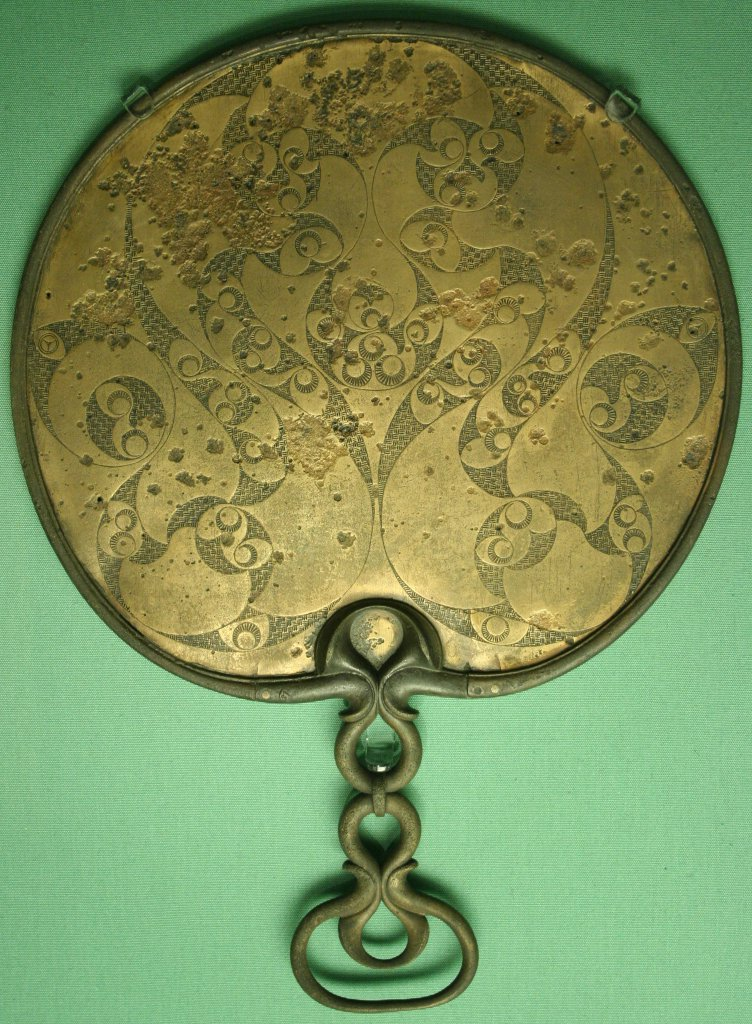
Le verso d'un miroir de bronze britannique, avec des motifs de spirale et de trompette, typiques de l'art celtique, La Tène, en Grande-Bretagne.

Les Celtes n'ayant laissé que très peu de traces écrites de leur civilisation, celle-ci nous est avant tout connue grâce à leur art, largement redécouvert durant la deuxième moitié du XXe siècle. L'art des Celtes présente une grande diversité selon les époques et les régions considérées. Il n'est pas, non plus, exempt d'influences extérieures : étrusque, grecque, scythique, puis latine, et enfin germanique et chrétienne.
Toutefois, quelques caractéristiques majeures le distinguent nettement de l'art des autres civilisations qui étaient en contact avec l'aire culturelle celtique :
- les représentations des divinités semblent avoir existé, mais les témoignages en sont rares, d'époque gallo-romaine ou difficiles à identifier (l'une des sources les plus connues est le chaudron de Gundestrup) ;
- si l'on excepte le cas de la Hesse et celui du Midi de la Gaule, il semble également que la statuaire de pierre n'ait pas été le domaine de prédilection des Celtes.

Une caractéristique majeure de l'art celte est la prédominance de motifs anthropomorphes ou issus de la nature, tels que les entrelacs, et une tendance à l'abstraction. Issue du schématisme hallstattien, cette tendance atteint son apogée à travers les enluminures des manuscrits celtiques d'Irlande et d'Écosse de la période chrétienne insulaire, tels que le célèbre livre de Kells ou ceux du monastère de Iona.
La statuaire retrouvée sur certaines tombes représente des hommes debout dotés d'excroissances de part et d'autre de la tête évoquant une feuille de gui.

### Religion
Les Celtes n'ayant presque pas laissé de traces écrites, la connaissance que nous avons de la religion et de la culture celtes est tributaire des textes laissés par les Grecs, les Romains et les auteurs chrétiens.

#### Panthéon et caractères généraux
La religion présente les mêmes caractéristiques générales que l'on retrouve chez les peuples indo-européens. Les comparatistes ont montré que les éléments essentiels présents dans les récits mythologiques, les formules, les schèmes notionnels et les éléments du culte s'inscrivent dans une « tradition indo-européenne ». Le vecteur de cette conception du monde et de cette tradition est une « classe sacerdotale » — les druides — comme en Inde ou en Iran ou plus simplement, comme chez les Germains, la noblesse guerrière. On y retrouve notamment les « traces très nettes » de la religion cosmique indo-européenne qui inclut le cycle des saisons, de l'année. Celle-ci forme le cadre général qui détermine l'histoire de l'univers, puis, dans quelques épisodes légendaires, le schéma triparti étudié par Georges Dumézil, c'est-à-dire la tripartition de la fonction juridique et religieuse, de la force notamment guerrière, enfin de la richesse et des valeurs de re/production.
Les Celtes avaient un système religieux polythéiste. Ils devaient disposer d'un panthéon au moins aussi développé que celui des Grecs et des Romains (près de quatre cents figures de divinités celtiques sont recensées), mais rien n'indique que ce panthéon ait été homogène sur l'ensemble du domaine celtique, ni qu'il ait possédé une structure unique. Cependant, les principaux dieux gaulois décrits par César se retrouvent, sous leurs noms propres, dans les textes mythologiques irlandais du Moyen Âge, avec les mêmes fonctions.
Parmi les principales divinités, le Dagda, « Dieu bon », issu visiblement du Ciel diurne indo-européen, patronne l'aspect juridique de la fonction souveraine. Il a été rapproché du Jupiter gaulois. Il est opposé à son frère Ogme/Ogmios, dont certains des traits dérivent directement du Ciel nocturne, lié à la magie. De nombreuses déesses et héroïnes (Belisama, Morrigan, Bodb, Macha…) présentes dans les mythes sont issues de l'Aurore indo-européenne. Il existe également un *Lugus panceltique (le Mercurius de César). Issu du couple indo-européen des Dioscures, les Jumeaux divins, une des plus anciennes figures du panthéon indo-européen, Lug Samildanach « aux multiples arts », par son intervention, restaure l'ordre et le droit lorsque les autres dieux sont tombés dans l'oppression. Son nom se retrouve dans ceux de plusieurs grandes cités (Lyon, Laon, Legnica) et dans la grande fête irlandaise Lugnasad.
Les auteurs latins et grecs citent quelques divinités gauloises, sans énoncer les motifs qui dictent leur sélection : Épona, Taranis, Esus et Lug sont ainsi connus. Cernunnos est attesté par quelques inscriptions gallo-romaines.

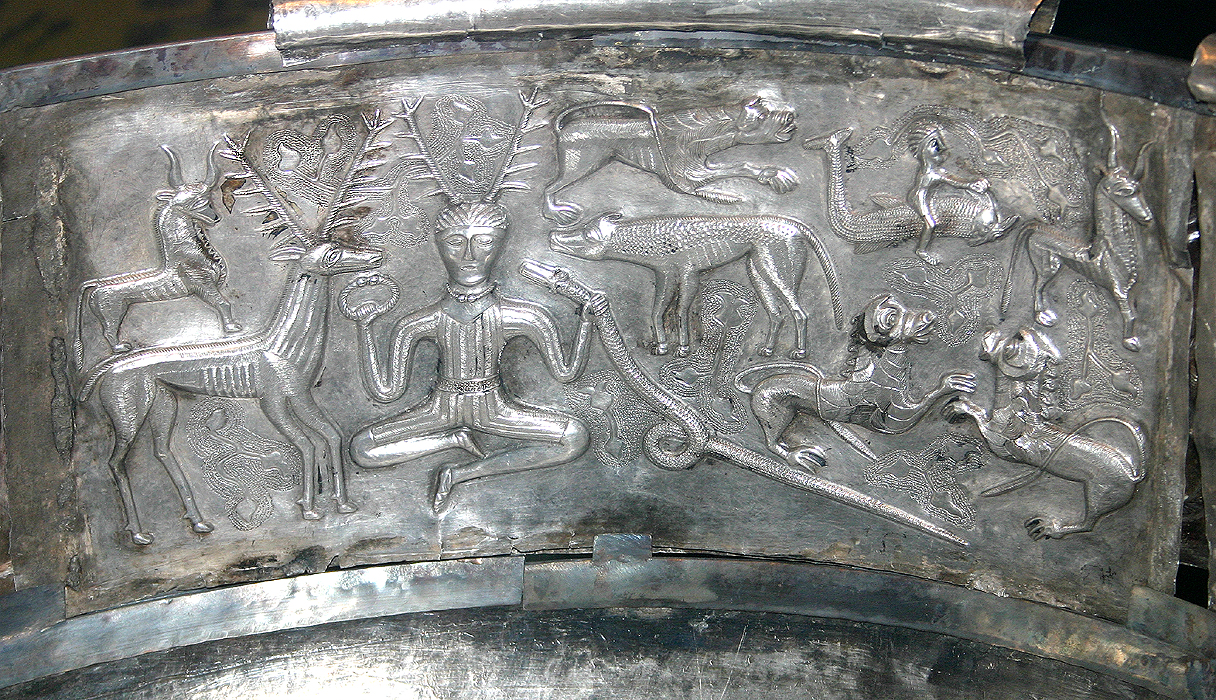
Détail d'un panneau intérieur du chaudron de Gundestrup, musée national du Danemark, Copenhague.

L'immortalité de l'âme était une des croyances des anciens Celtes, ce qui explique peut-être les témoignages sur leur vaillance et leur intrépidité au combat, puisque la peur de la mort était absente. En revanche, la notion de la réincarnation doit être écartée de leur religion, cette suggestion étant due à des lectures erronées.
Les Celtes croyaient également en un au-delà. Dans la tradition irlandaise transmise à l'époque chrétienne, le Sidh désigne l'« Autre Monde » celtique, qui se situe à l'ouest, au-delà de l'horizon de la mer, dans des îles magnifiques ; sous la mer, dans les lacs et les rivières où se situent de somptueux palais de cristal aux entrées mystérieuses ; sous les collines et les tertres. C'est le séjour des Tuatha Dé Danann.

Dans le domaine des rites, les sacrifices humains, le culte des têtes coupées[réf. nécessaire], ou encore l'utilisation abondante du sang dans les lieux de culte sont les traits qui ont frappé les auteurs antiques. L'un d'entre eux, Pausanias, évoque aussi la pratique de l'anthropophagie. Jules César écrit quant à lui : 

« Ils [les Celtes] se servent pour ces sacrifices humains du ministère des druides ; ils pensent, en effet, que c'est seulement en rachetant la vie d'un homme par la vie d'un autre homme que la puissance des dieux immortels peut être apaisée. Ils pratiquent des sacrifices de ce genre qui sont une institution publique. Certains ont des mannequins de très grande taille, dont ils remplissent d'hommes vivants la carapace tressée d'osiers, on y met le feu, et les hommes périssent enveloppés par la flamme. »

Aux témoignages grecs et romains s'ajoute celui de la littérature celtique elle-même et des récits médiévaux, les Mabinogion de Pwyll et Branwen évoquant plusieurs sacrifices humains. De nombreuses découvertes archéologiques corroborent l'existence de sacrifices humains : culte des têtes à Entremont (Bouches-du-Rhône), reminiscent dans le décor des tympans d'églises de l'Irlande médiévale[réf. nécessaire], rites sanguinaires à Ribemont-sur-Ancre, sacrifices par noyade, égorgement, strangulation, overkill[pas clair] des hommes des tourbières, etc.
Si les Celtes connaissaient l'écriture et l'ont parfois utilisée, ils ont privilégié l'oralité pour la transmission du savoir, quel qu'en soit le domaine, de sorte qu'il faut étudier le domaine celtique à partir de sources externes ou tardives.
La construction de sanctuaires à usage religieux est un fait très tardif dans le domaine celtique puisqu'ils n'apparaissent qu'au IIIe siècle av. J.-C. Aux époques précédentes, le culte régi par la classe sacerdotale des druides se faisait dans des espaces sacrés en pleine nature (nemeton en langue gauloise signifie « sacré », nemed en gaélique), comme les clairières, la proximité des sources. Lucain, dans la Pharsale (III, 399-426), nous donne la description d'un de ces lieux avec un endroit strictement interdit, réservé aux dieux. Le site de Burkovák (cs) (Bohême) recèle de très nombreux objets à caractère votif, mais est exempt de toute construction. Il est possible aussi que des ensembles mégalithiques, tels Carnac (département du Morbihan en Bretagne) ou Stonehenge (comté du Wiltshire, Angleterre), aient pu être réutilisés par les druides dans un but cultuel. La construction de palissades autour d'enclos et de bâtiments intervient à une époque où la civilisation celtique entame son déclin[réf. nécessaire]. Le plus célèbre de ces sites est celui de Gournay-sur-Aronde.

#### Druidisme

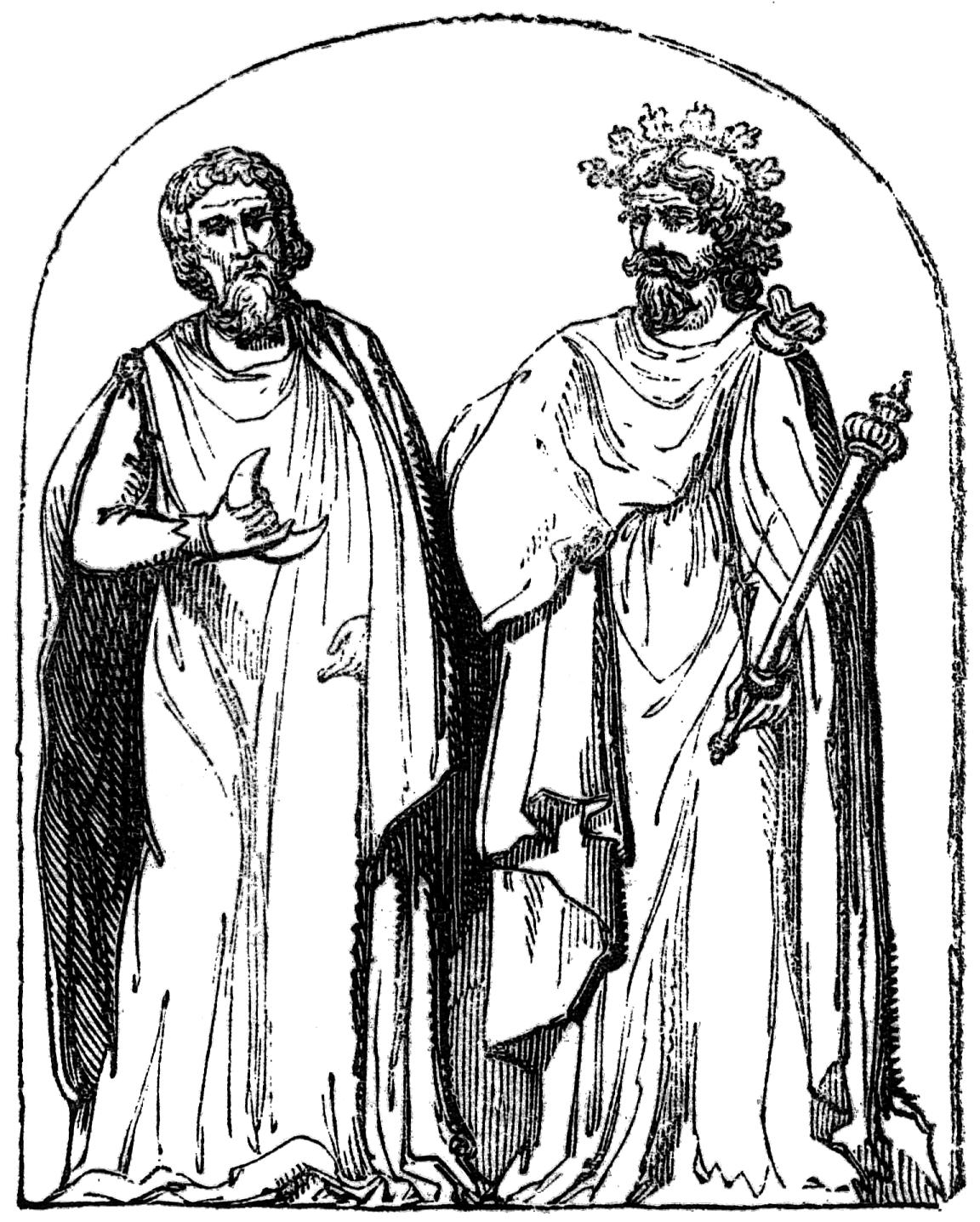
Deux druides sur le bas-relief d'Autun.

Le druidisme est une institution pan-celtique. De manière comparable à d'autres sociétés indo-européennes, les druides forment un corps professionnel issu de l'aristocratie, de spécialistes des techniques du droit et du culte associés à la fonction souveraine. Auxiliaires de la royauté, ils veillent aux activités de parole et d'enseignement en assurant la transmission du savoir traditionnel.
À l'époque précédant la conquête romaine de la Gaule, et, semble-t-il, par la suite dans les îles, la caractéristique majeure de la pratique religieuse des anciens Celtes est le druidisme. Le mot druide qui est spécifiquement celtique provient de *der-w/dr-ew qui se comprend comme « celui qui sait fidèlement, celui qui a une vision vraie, certaine ». L'existence du clergé druidique est attestée chez plusieurs auteurs antiques, pour différentes époques et en différents lieux du monde celtique. En Gaule, les druides paraissent avoir joué un rôle clef dans l'insurrection de 52 av. J.-C. et, par la suite, dans les révoltes gauloises du Ier siècle : celle des equites, menée par l'Éduen Julius Sacrovir en 21 apr. J.-C. et rapportée par Tacite dans ses Histoires, aurait conduit au déclenchement des hostilités de Rome à l'égard des druides gaulois.
Le « clergé » druidique était chargé de la célébration des cérémonies sacrées et des rites cultuels : lui seul avait le droit de pratiquer les sacrifices, parfois humains, mais plus généralement d'animaux ou symboliques (comme l'attestent les ex-voto en bois inventés aux sources de la Seine). C'est d'ailleurs la pratique des sacrifices humains qui servit de prétexte à l'interdiction des druides sous l'empereur Tibère (ou Claude pour certains historiens). Les autres prérogatives des druides comprenaient logiquement l'enseignement, la diplomatie, l'histoire, la généalogie, la toponymie, la magie, la médecine et la divination. Le druide, grâce à son savoir (dont l'acquisition pouvait nécessiter vingt ans d'études, selon César) et grâce à sa maîtrise des pratiques magiques, était un intermédiaire entre les dieux et les hommes.
Le druide avait aussi un rôle de conseiller politique auprès du roi avec lequel il a pu former un binôme dans lequel le roi exerçait la souveraineté sous l'inspiration du druide. Le druide Diviciacos, contemporain de Cicéron, est directement à l'origine de la conquête romaine de la Gaule.
Sans entrer dans les spécifications de la classe sacerdotale, trois types de « professions » à caractère religieux sont connus dans le monde celte :
- le druide est un membre de la classe sacerdotale dont les domaines d'attribution sont la religion, le sacrifice, la justice, l'enseignement, la poésie, la divination, etc. ;
- le barde est spécialisé dans la poésie orale et chantée, son rôle est de faire la louange, la satire ou le blâme ;
- le vate est un devin, il s'occupe plus particulièrement du culte, de la divination et de la médecine. Les femmes participent à cette fonction de prophétie.

#### Calendrier religieux

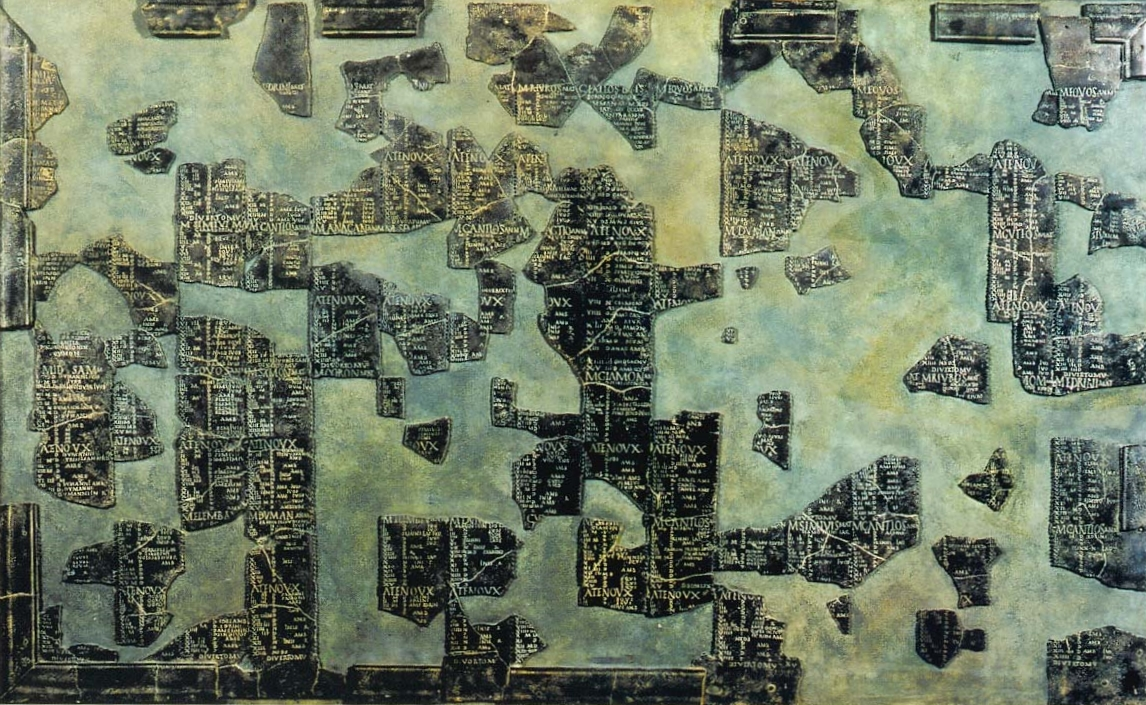
Le calendrier de Coligny.

Selon les sources irlandaises, l'année celtique était rythmée par quatre grandes fêtes religieuses au caractère obligatoire, dont deux majeures : Samain au 31 octobre ou 1er novembre (selon notre calendrier) et Beltaine au 30 avril ou 1er mai, et deux de moindre importance : Imbolc le 1er ou le 2 février et Lugnasad le 1er août. La source majeure qui nous renseigne sur le calendrier celtique est le calendrier de Coligny, rédigé en langue celtique avec l'alphabet romain, et qui date de l'époque gallo-romaine.

### Écritures
Les Celtes adoptent plusieurs systèmes d’écriture au contact des cultures méditerranéennes. Le plus ancien attesté est un alphabet d’origine étrusque, parfois appelé lépontique ou alphabet de Lugano, utilisé à partir du VIe siècle av. J.-C. par les populations celtiques du nord-ouest de l’Italie jusqu’au début du Ier siècle av. J.-C. L’alphabet sud-picénien est employé ponctuellement par des Celtes installés au sud du Pô. En Europe intérieure, une inscription sur tablette de terre cuite trouvée au Dürrnberg, datée du Ve ou IVe siècle av. J.-C., témoigne d’un usage précoce d’un alphabet cursif, peut-être grec.
L’alphabet grec est adopté au IIIe siècle av. J.-C. en Provence sous influence massaliote, puis diffusé vers le centre de la Gaule et l’Europe centrale. En péninsule Ibérique, les populations celtiques emploient dès le VIIe siècle av. J.-C. une écriture semi-syllabaire d’origine phénicienne, transmise par les Ibères, qui devient l’alphabet celtibérique et sert à rédiger les plus longs textes connus en celtique ancien entre le IIe et Ier siècle av. J.-C.
L’alphabet latin est introduit au Ier siècle av. J.-C. et se diffuse largement en Gaule, en Europe centrale et orientale, dans la péninsule Ibérique et peut-être en Bretagne, produisant des inscriptions notables comme le calendrier de Coligny ou les tablettes de Chamalières et du Larzac. L’ogham, développé en Irlande au début de notre ère, se répand à partir de la fin du IIIe siècle av. J.-C. au pays de Galles, en Écosse, en Cornouailles et sur l’île de Man ; il encode les lettres latines par des entailles et pourrait avoir eu à l’origine une fonction magique.

## Statuaire gréco-romaine

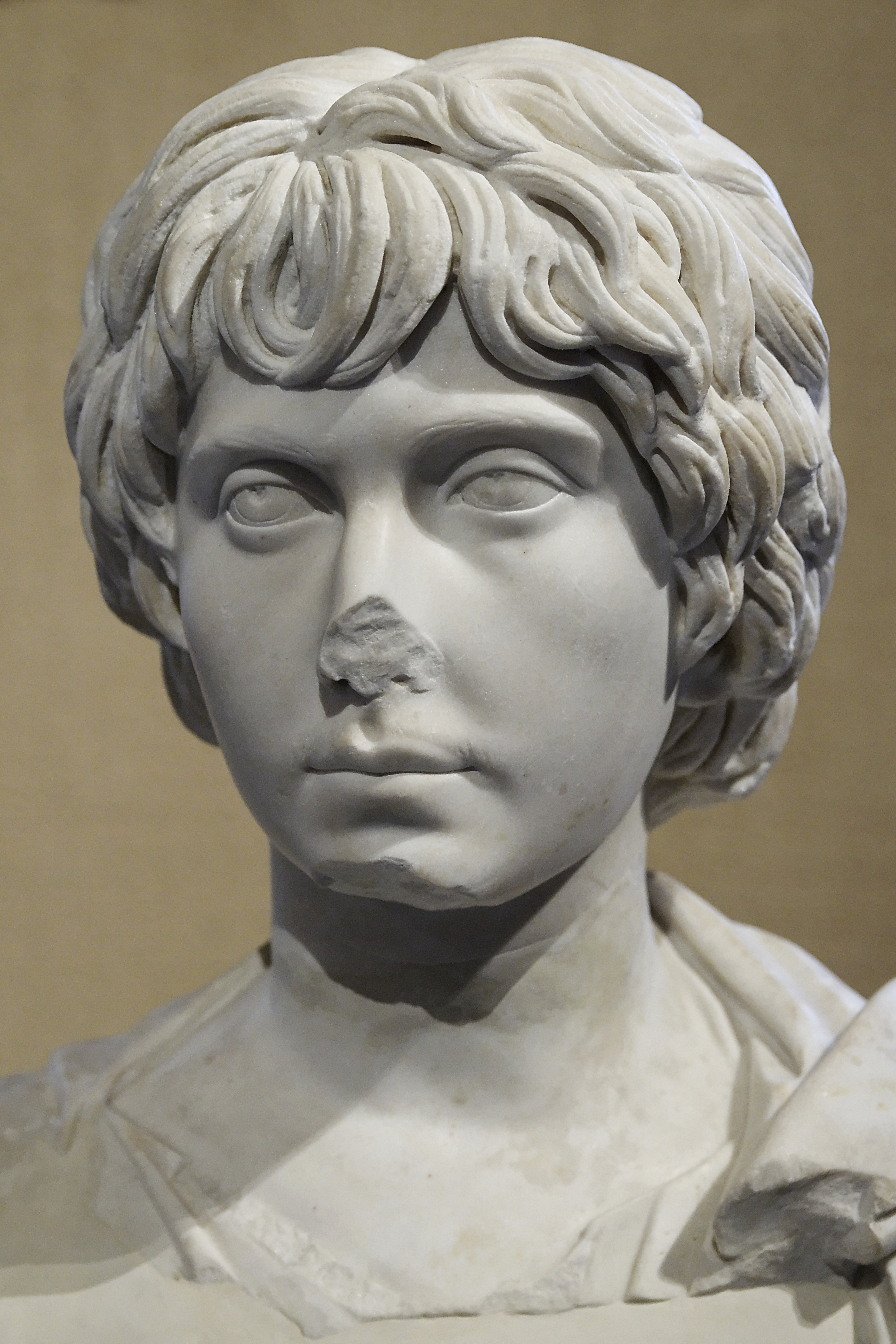
Jeune Gaulois (Louvre).
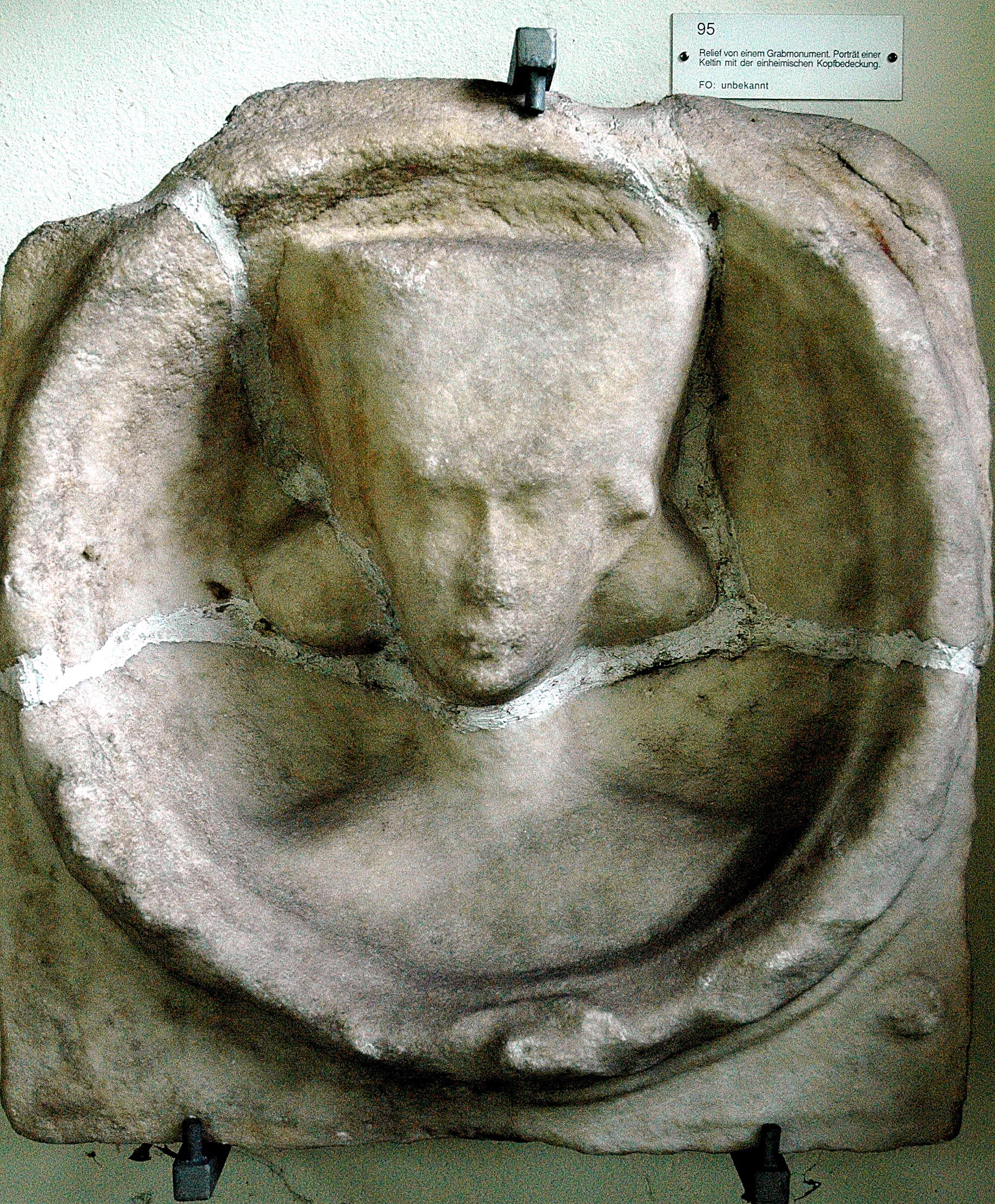
Dame celte.
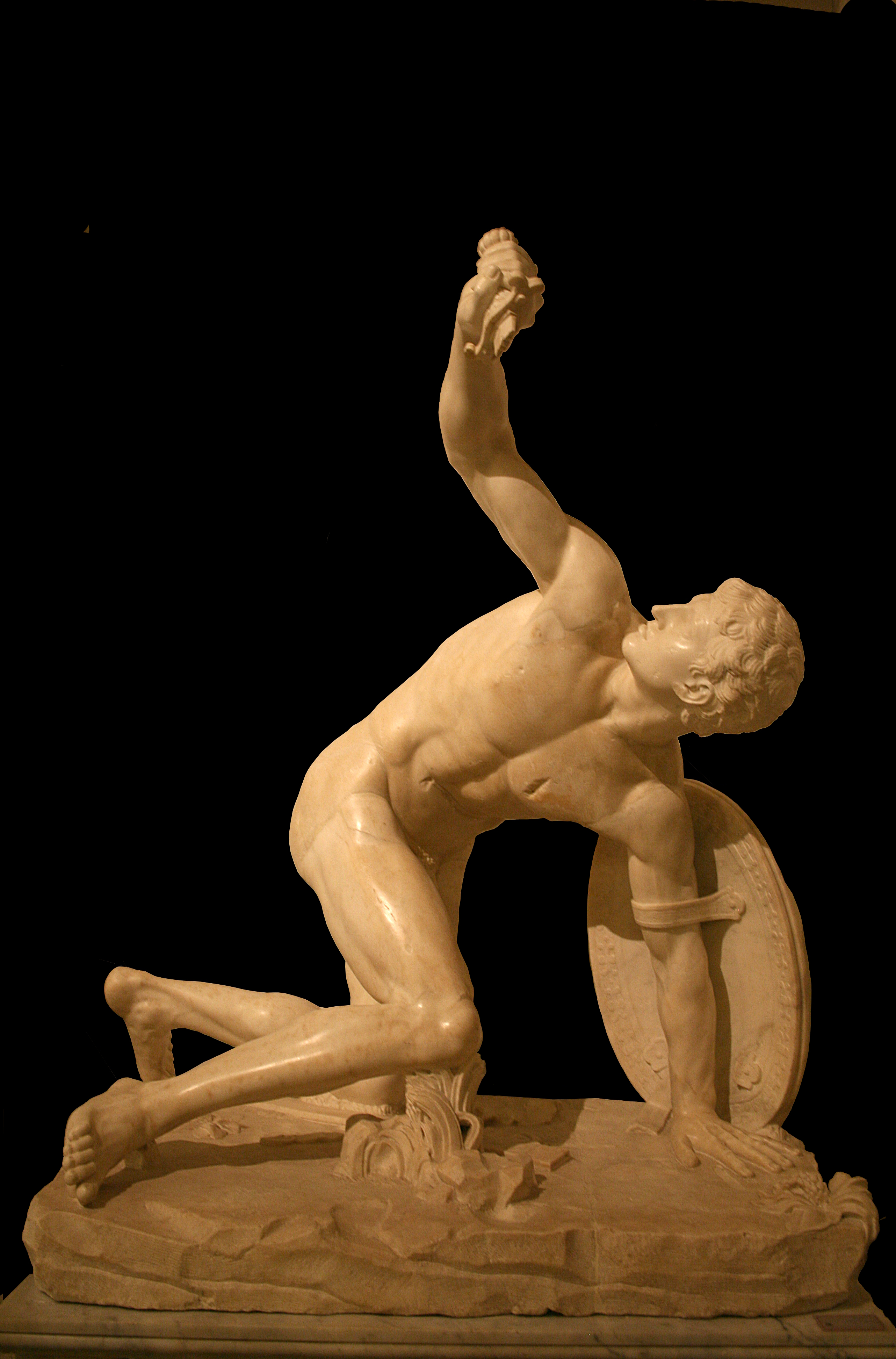
Discobole (Capitole).
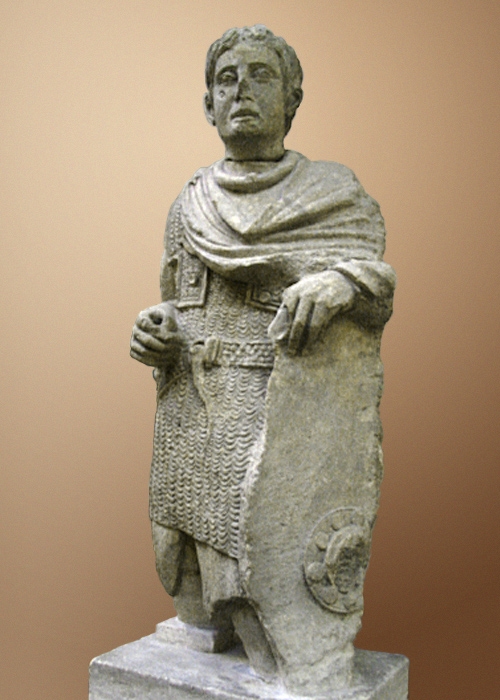
Guerrier gaulois de Vachères.
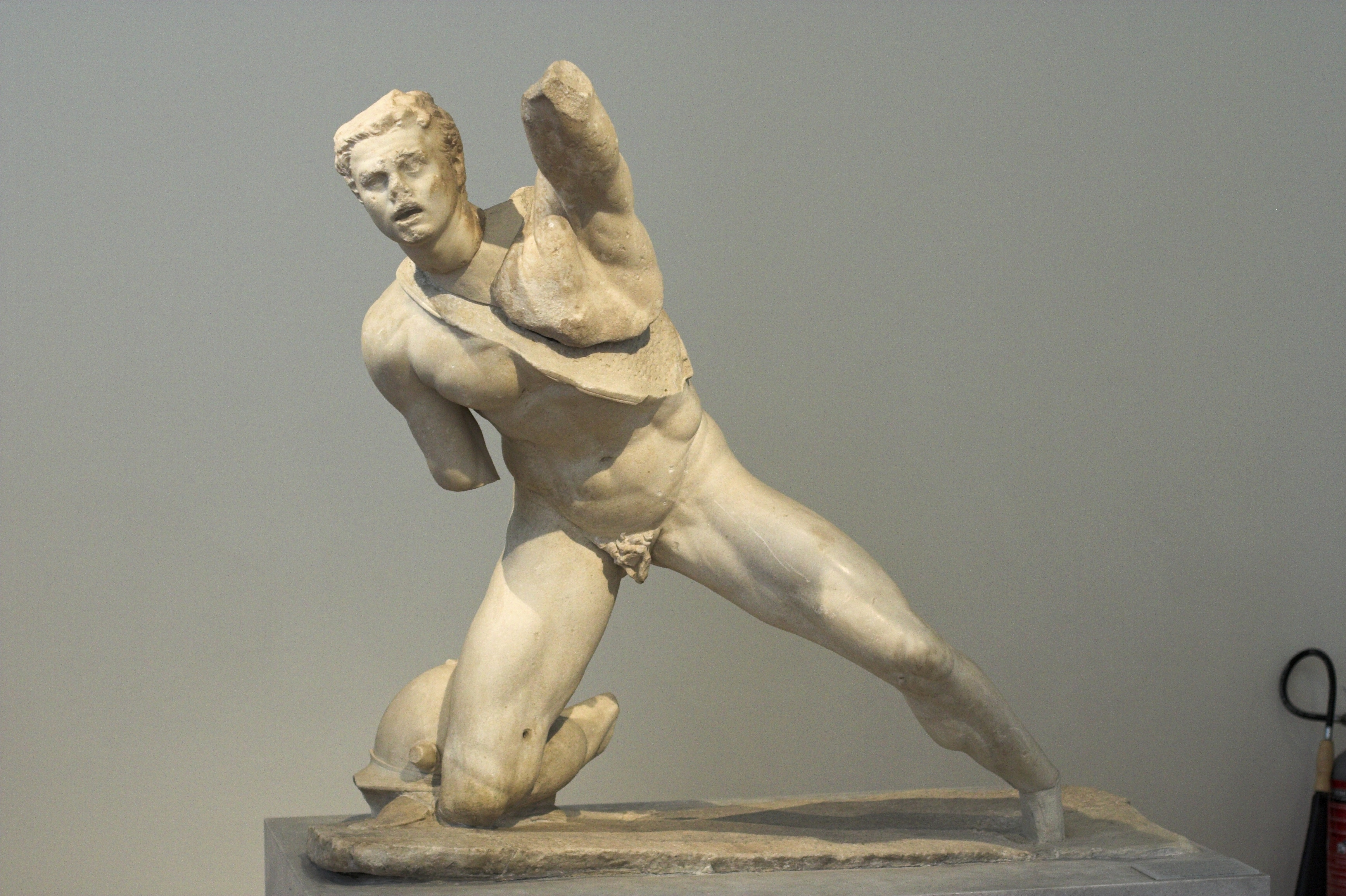
Guerrier gaulois blessé (Athènes).
Suicide du Gaulois (Villa Ludovisi, Rome).
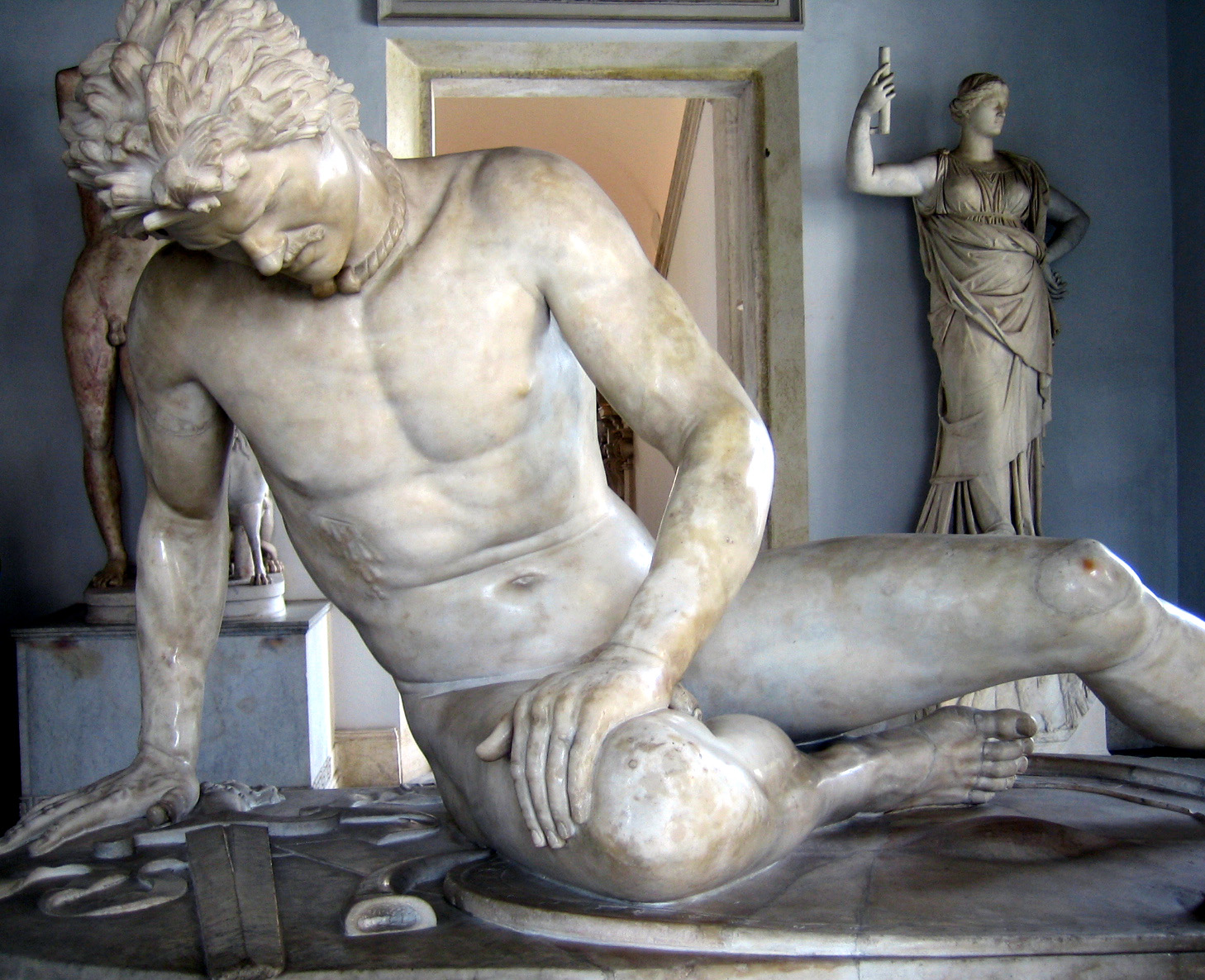
Gaulois mourant (Villa Ludovisi, Rome).
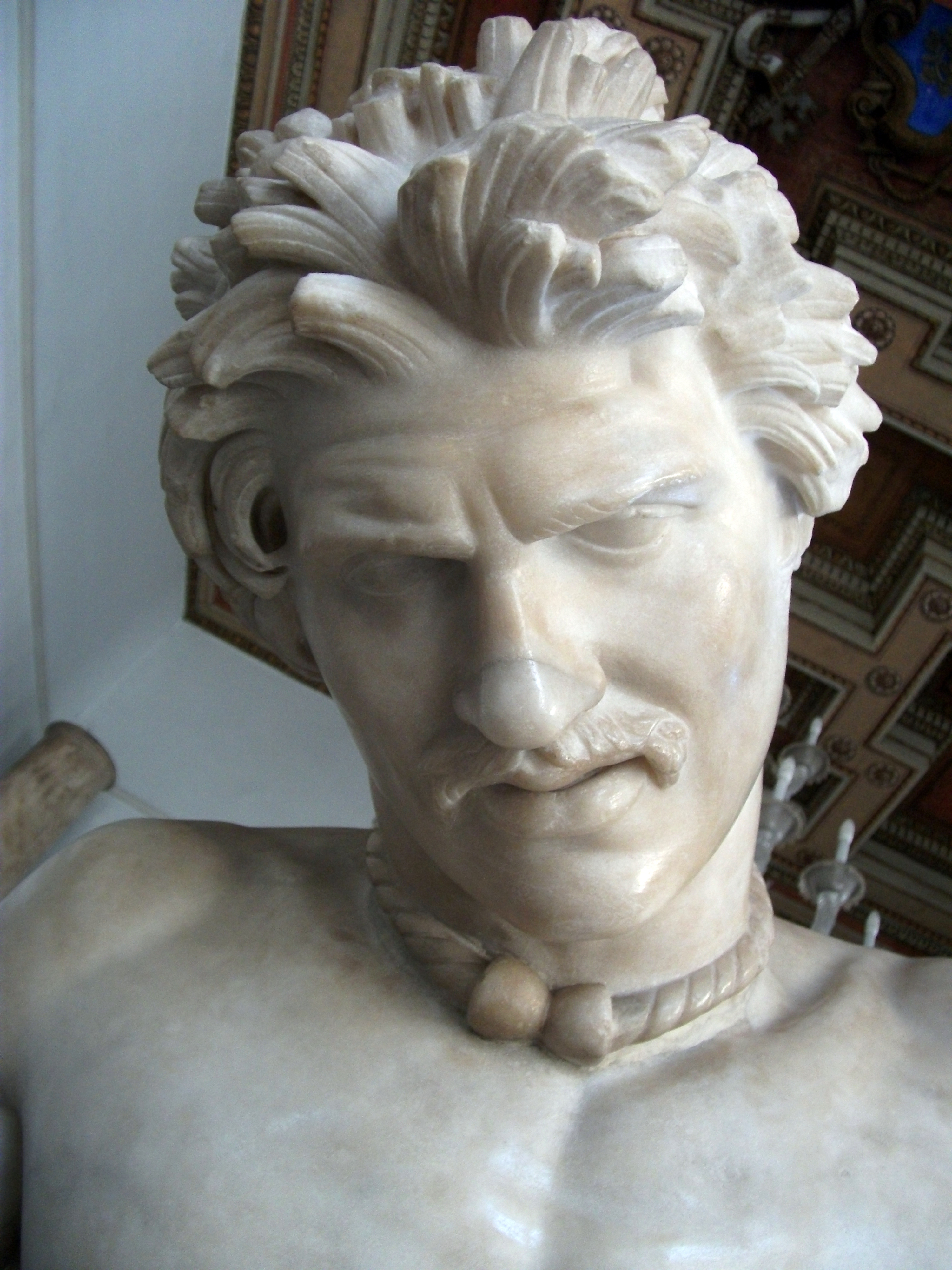
Galate mourant (détail).
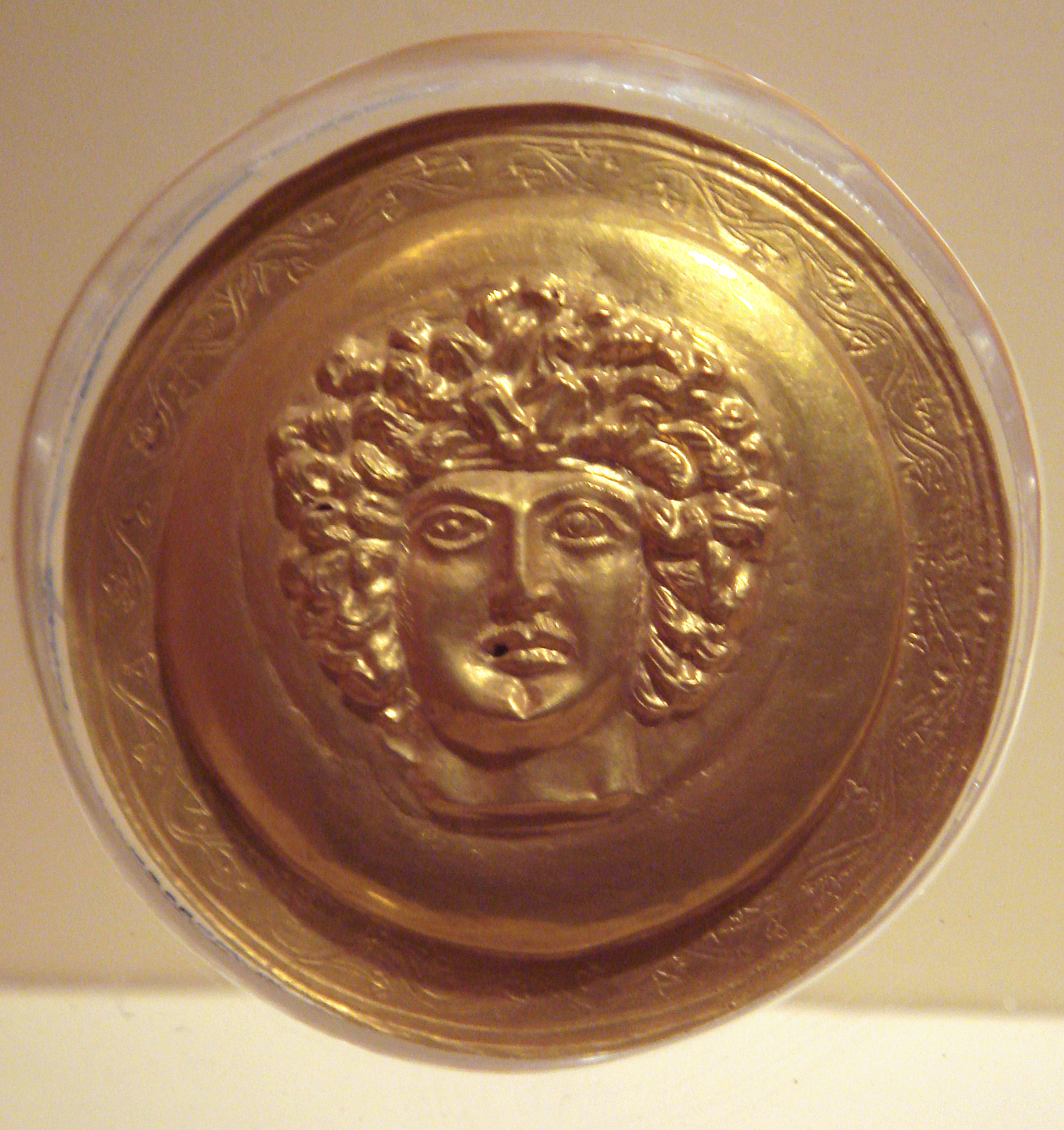
Tête de Galate (Thrace).

## Dans la culture populaire
Comme le signale bien Claude Sterckx, le cinéma et la bande dessinée actuels n'offrent qu'une « parodie invraisemblable » de ce que sont les Celtes. Il qualifie la plupart des films de « grotesques ». Les albums d'Astérix, qui forment la représentation la plus connue du public, sont selon lui une « caricature de tous les poncifs ». Les représentations basées sur la légende arthurienne, là aussi bien connues du public, sont très anachroniques et davantage issues d'un fonds littéraire fictionnel que de données historiques.